# AVN Awards
Pour les articles homonymes, voir AVN.
Les AVN Awards sont des récompenses de l'industrie pornographique décernées chaque année, depuis 1984, par le magazine Adult Video News (AVN).
Parfois qualifiés d’Oscars du porno,, les AVN Awards récompensent l'excellence dans le cinéma pornographique et plus généralement la pornographie. Des AVN Awards sont ainsi décernés dans plus de 100 catégories couvrant non seulement les films pornographiques mais aussi les sites internet, le marketing, les jouets sexuels par exemple. Pour ce qui est des films, certaines catégories sont analogues à celles du cinéma traditionnel, d'autres sont spécifiques à la pornographie.
De 1986 à 1998, des AVN Awards ont été attribués au cinéma pornographique gay. À partir de 1998 et jusqu'en 2010, AVN a organisé une remise de prix spécifique pour le cinéma gay, les GayVN Awards.

## Attribution des AVN Awards

### Éligibilité
Pour être éligible à un AVN Award, un film doit avoir été publié dans la période de 12 mois s'achevant le 30 septembre de l'année précédant la cérémonie de remise du prix. Depuis 2014 (pour les AVN Awards 2015), sont éligibles aussi bien les films sortis sous forme de DVD, sous réserve qu'ils soient disponibles auprès d'au moins 10 grossistes ou 100 détaillants, que les films commercialisés en VOD, sous réserve qu'ils soient proposés par au moins deux fournisseurs « majeurs » de services de VOD payante. Auparavant, les films qui étaient disponibles uniquement en VOD à la date du 30 septembre devaient, pour être éligibles, faire l'objet d'une édition sous forme de DVD avant le 15 octobre et être disponibles auprès d'au moins 10 grossistes ou 100 détaillants à cette date. Les séries doivent compter au moins trois titres dont deux publiés dans la période de référence de 12 mois,.

### Nominations
Les nominations sont effectuées par un panel d'une dizaine de critiques d'AVN, les films pris en considération étant soumis par les éditeurs via un site Internet dédié. En dépit des recommandations d'AVN, certains éditeurs proposent l'ensemble des titres de leur catalogue répondant aux critères d'éligiblité. De ce fait, plusieurs milliers de titres (8 000 en 2008) sont examinés, un processus que Paul Fishbein, fondateur et à l'époque président d'AVN, qualifiait en 2008 de « long et horrible ». Non sans humour, AVN souligne que cela impose à ses critiques de « regarder plus de porno que ce qu'on peut raisonnablement attendre même du plus accro des amateurs ».
Les nominations sont d'ailleurs très nombreuses (en général 15 par catégorie, contre 5 ou 10 aux Oscars, pour plus de 100 catégories), ce qui, selon AVN, est « destiné à récompenser les milliers de gens qui travaillent dans l'industrie pornographique ». Elles sont annoncées vers la fin du mois de novembre. Les admissions dans l'AVN Hall of Fame sont annoncées au même moment bien qu'il ne s'agisse pas, à proprement parler, d'un AVN Award.

### Désignation des lauréats
À l'exception des prix attribués au film le plus vendu et au film le plus loué, qui découlent des chiffres compilés par AVN, et des Fan Awards, pour lesquels le public vote par Internet, les lauréats sont désignés par un jury composé d'une quarantaine de personnes, dont une partie est extérieure à AVN.

## La cérémonie de remise des AVN Awards: l'AVN Awards Show
La cérémonie de remise des AVN Awards est intitulée « AVN Awards Show ». Elle se déroule chaque année au mois de janvier dans un grand hôtel de Las Vegas, au moment de l'AVN Adult Entertainment Expo. Elle est présentée par des acteurs en vue du cinéma pornographique accompagnés d'une personnalité extérieure au monde de la pornographie.

### Historique
Les premiers AVN Awards sont décernés en février 1984, au titre de l'année 1983. Il semble qu'il n'y ait pas, cette année-là, de véritable cérémonie de remise mais une simple sélection par le comité éditorial d'Adult Video News suivie d'une publication de la liste des gagnants dans le magazine. Scoundrels, de Cecil Howard, est ainsi le premier film à recevoir l'AVN Award décerné au meilleur film de l'année. L'année suivante, AVN tient une conférence de presse à l'hôtel Aladdin pendant le Consumer Electronics Show, en présence de 600 représentants de l'industrie pornographique. Traci Lords, Marilyn Chambers, Seka et Ginger Lynn sont présentes et remettent des prix à cette occasion. La distinction entre film et vidéo est introduite et Talk Dirty to Me, Part III reçoit le prix du meilleur film (Best Film) alors que Long Hard Nights est honoré de celui de meilleure vidéo (Best Video). Cette distinction perdurera jusqu'en 2008. En 1986, la remise des AVN Awards se déroule au Tropicana Hotel & Casino et prend une forme plus classique pour une remise de prix dans le domaine du cinéma (tapis rouge, orchestre…).
Au cours des années suivantes, l'assistance augmente régulièrement et dépassera 3 000 personnes à la fin des années 1990. La croissance du public conduira AVN à modifier, à plusieurs reprises, l'emplacement de l'AVN Awards Show pendant ces années. En 1996, l'AVN Awards Show est retransmis pour la première fois en pay-per-view sur The Spice Channel. En 1997 et 1998, la cérémonie est organisée sur deux jours.
Depuis 2008, la cérémonie des AVN Awards est diffusée sur Showtime.

### Dates, lieux et présentateurs
L'AVN Awards Show a changé plusieurs fois d'emplacement, notamment pour pouvoir accueillir un public qui a beaucoup augmenté au fil du temps. Il s'est ainsi déroulé successivement au Tropicana Hotel & Casino (de 1986 à 1991), au Bally's Hotel & Casino (de 1992 à 1995, puis de nouveau en 1999), au Aladdin Theater for the Performing Arts (en 1996), au Riviera Hotel and Casino (en 1997), au Caesar's Palace (en 1998), au Venetian Hotel & Casino (de 2000 à 2006), au Mandalay Bay Events Center (de 2007 à 2009) et au Palms Casino Resort (en 2010 et 2011). En 2012, il a déménagé une nouvelle fois pour s'installer au Hard Rock Hotel & Casino.

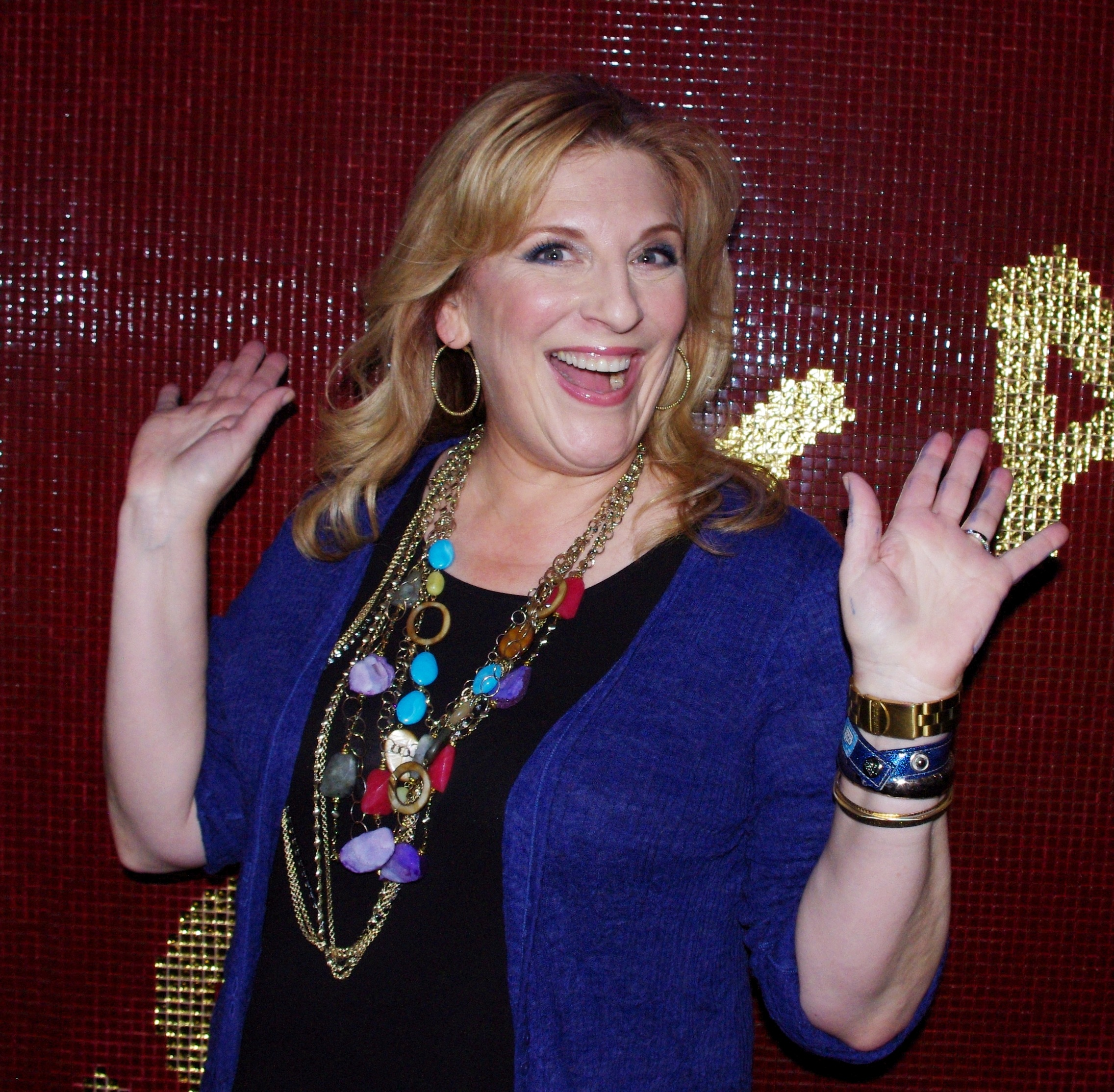
Lisa Lampanelli, coprésentatrice des AVN Awards 2011

Les dates, lieux et présentateurs des derniers AVN Awards Show sont les suivants :
- 21 janvier 2003 - Venetian Hotel & Casino - Chloe et Doug Stanhope
- 10 janvier 2004 - Venetian Hotel & Casino - Jenna Jameson et Jim Norton
- 8 janvier 2005 - Venetian Hotel & Casino - Savanna Samson et Thea Vidale
- 7 janvier 2006 - Venetian Hotel & Casino - Jesse Jane et Greg Fitzsimmons
- 13 janvier 2007 - Mandalay Bay Events Center - Jessica Drake et Jim Norton
- 12 janvier 2008 - Mandalay Bay Events Center - Tera Patrick et Greg Fitzsimmons
- 10 janvier 2009 - Mandalay Bay Events Center - Belladonna, Jenna Haze et Thea Vidale
- 9 janvier 2010 - Palms Casino Resort - Kayden Kross, Kirsten Price et Dave Attell
- 8 janvier 2011 - Palms Casino Resort - Tori Black, Riley Steele et Lisa Lampanelli
- 21 janvier 2012 - Hard Rock Hotel & Casino - Bree Olson, Sunny Leone et Dave Attell
- 19 janvier 2013 - Hard Rock Hotel & Casino - Asa Akira, Jesse Jane et April Macie
- 18 janvier 2014 - Hard Rock Hotel & Casino - Chanel Preston, Samantha Saint et Rebekah Kochan
- 24 janvier 2015 - Hard Rock Hotel & Casino - Alexis Texas, Tommy Pistol et Danielle Stewart
- 23 janvier 2016 - Hard Rock Hotel & Casino - Anikka Albrite, Joanna Angel et Kate Quigley
- 21 janvier 2017 - Hard Rock Hotel & Casino - Aspen Rae, Riley Reid et Colin Kane
- 27 janvier 2018 - Hard Rock Hotel & Casino - Angela White, Harli Lotts et Aries Spears
- 28 janvier 2019 - Hard Rock Hotel & Casino - Romi Rain et Bailey Rayne
- 25 janvier 2020 - Hard Rock Hotel & Casino - Nikki Benz et Emily Bloom
- 23 janvier 2021 - Hard Rock Hotel & Casino -
- 22 janvier 2022 - Hard Rock Hotel & Casino - Mia Malkova et Mighty Amelia

## Palmarès
Dans l'ensemble du palmarès, l'année indiquée est celle de la cérémonie de remise du prix,.

### Principales récompenses décernées aux actrices
| Année | Meilleure nouvelle starlette (Best New Starlet) | AVN Award de l'interprète féminine de l'année (Female Performer of the Year) | Performeuse étrangère de l'année (Female Foreign Performer of the Year) | Meilleure actrice (Best Actress) | Meilleure actrice dans un second rôle (Best Supporting Actress)                                     |
| ----- | ----------------------------------------------- | ---------------------------------------------------------------------------- | ----------------------------------------------------------------------- | --- | --------------------------------------------------------------------------------------------------- |
| 2022  | Blake Blossom États-Unis 22 ans                 | Gianna Dior États-Unis 24 ans                                                | Little Caprice République tchèque 33 ans                                | Kenna James États-Unis 26 ans | Kira Noir États-Unis 28 ans                                                                         |
| 2021  | Scarlit Scandal États-Unis 21 ans               | Emily Willis Argentine 23 ans                                                | Cléa Gaultier France 31 ans                                             | Maitland Ward États-Unis 44 ans | Kira Noir États-Unis 27 ans                                                                         |
| 2020  | Gianna Dior États-Unis 22 ans                   | Angela White Australie 34 ans                                                | Little Caprice République tchèque 31 ans                                | Angela White Australie 34 ans | Maitland Ward États-Unis 43 ans                                                                     |
| 2019  | Ivy Wolfe États-Unis 22 ans                     | Angela White Australie 33 ans                                                | Anissa Kate France 31 ans                                               | Eliza Jane États-Unis 25 ans Anne: A Taboo Parody (Gamma Films) | Joanna Angel États-Unis 38 ans A Trailer Park Taboo (Gamma Entertainment)                           |
| 2018  | Jill Kassidy États-Unis 20 ans                  | Angela White Australie 32 ans                                                | Jasmine Jae Royaume-Uni 36 ans                                          | Sara Luvv États-Unis 23 ans The Faces of Alice (Girlsway/Girlfriends) | Kristen Scott États-Unis 22 ans Half His Age: A Teenage Tragedy (Pure Taboo/Pulse)                  |
| 2017  | Holly Hendrix États-Unis 19 ans                 | Adriana Chechik États-Unis 25 ans                                            | Misha Cross Pologne 27 ans                                              | Kleio Valentien États-Unis 31 ans Suicide Squad XXX: An Axel Braun Parody (Wicked Comix) | Joanna Angel États-Unis 36 ans Cindy Queen of Hell (Burning Angel/Exile)                            |
| 2016  | Abella Danger États-Unis 20 ans                 | Riley Reid États-Unis 24 ans                                                 | Misha Cross Pologne 26 ans                                              | Penny Pax États-Unis 25 ans The Submission of Emma Marx: Boundaries (New Sensations Erotic Stories)                                                                                          | Kleio Valentien États-Unis 30 ans Batman v Superman XXX: An Axel Braun Parody (Wicked Comix)        |
| 2015  | Carter Cruise États-Unis 23 ans                 | Anikka Albrite États-Unis 26 ans                                             | Anissa Kate France 27 ans                                               | Carter Cruise États-Unis 23 ans Second Chances (New Sensations Romance) | Veronica Avluv États-Unis 42 ans Cinderella XXX: An Axel Braun XXX (Wicked Fairy Tales)             |
| 2014  | Mia Malkova États-Unis 21 ans                   | Bonnie Rotten États-Unis 20 ans                                              | Anissa Kate France 26 ans                                               | Remy LaCroix États-Unis 25 ans The Temptation of Eve (New Sensations Erotic Stories) | Brandy Aniston États-Unis 27 ans Not The Wizard of Oz XXX (X-Play/Pulse)                            |
| 2013  | Remy LaCroix États-Unis 24 ans                  | Asa Akira États-Unis 27 ans                                                  | Aleska Diamond Hongrie 24 ans                                           | Lily Carter États-Unis 22 ans Wasteland (Elegant Angel Productions) | Capri Anderson États-Unis 24 ans Pee-Wee's XXX Adventure: A Porn Parody (Vivid Entertainment Group) |
| 2012  | Brooklyn Lee États-Unis 22 ans                  | Bobbi Starr États-Unis 28 ans                                                | Aleska Diamond Hongrie 23 ans                                           | Jessie Andrews États-Unis 19 ans Portrait of a Call Girl (Elegant Angel Productions) | Jesse Jane États-Unis 31 ans Fighters (Digital Playground)                                          |
| 2011  | Gracie Glam États-Unis 20 ans                   | Tori Black États-Unis 22 ans                                                 | Angel Dark Slovaquie 28 ans                                             | Andy San Dimas États-Unis 24 ans This Ain't Glee XXX (Hustler Video) India Summer États-Unis 35 ans An Open Invitation: A Real Swinger’s Party in San Francisco (Kink.com/Private/Pure Play) | Lexi Belle États-Unis 23 ans Batman XXX : A Porn Parody (Axel Braun/Vivid)                          |
| 2010  | Kagney Linn Karter États-Unis 22 ans            | Tori Black États-Unis 21 ans                                                 | Aletta Ocean Hongrie 22 ans                                             | Kimberly Kane États-Unis 26 ans The Sex Files: A Dark XXX Parody (Revolution X/Digital Sin)                                                                                                  | Penny Flame États-Unis 26 ans Throat: A Cautionary Tale (Vivid Entertainment Group)                 |
| 2009  | Stoya États-Unis 22 ans                         | Jenna Haze États-Unis 26 ans                                                 | Eve Angel Hongrie 25 ans                                                | Jessica Drake États-Unis 34 ans Fallen (Wicked Pictures) | Belladonna États-Unis 27 ans Pirates II: Stagnetti's Revenge (Digital Playground)                   |

| Année | Meilleure nouvelle starlette (Best New Starlet)                | Performeuse de l'année (Female Performer of the Year) | Performeuse étrangère de l'année (Female Foreign Performer of the Year) | Meilleure actrice - Film (Best Actress - Film)                                                                                             | Meilleure actrice - Vidéo (Best Actress - Video)                            | Meilleure actrice dans un second rôle - Film (Best Supporting Actress - Film)           | Meilleure actrice dans un second rôle - Vidéo (Best Supporting Actress - Video)         |
| ----- | -------------------------------------------------------------- | ----------------------------------------------------- | ----------------------------------------------------------------------- | --- | --------------------------------------------------------------------------- | --------------------------------------------------------------------------------------- | --------------------------------------------------------------------------------------- |
| 2008  | Bree Olson États-Unis 21 ans                                   | Sasha Grey États-Unis 19 ans                          | Monica Mattos Brésil 24 ans                                             | Penny Flame États-Unis 24 ans Layout (Vivid Entertainment Group)                                                                           | Eva Angelina États-Unis 22 ans Upload (SexZ Pictures)                       | Kylie Ireland États-Unis 37 ans Layout (Vivid Entertainment Group)                      | Hillary Scott États-Unis 24 ans Upload (SexZ Pictures)                                  |
| 2007  | Naomi États-Unis 23 ans                                        | Hillary Scott États-Unis 23 ans                       | Katsuni France 27 ans                                                   | Jessica Drake États-Unis 32 ans Manhunters (Wicked Pictures)                                                                               | Hillary Scott États-Unis 23 ans Corruption (SexZ Pictures)                  | Kirsten Price États-Unis 25 ans Manhunters (Wicked Pictures)                            | Katsuni France 27 ans Fashionistas Safado: The Challenge (Evil Angel Productions)       |
| 2006  | McKenzie Lee Royaume-Uni 26 ans                                | Audrey Hollander États-Unis 26 ans                    | Katsuni France 26 ans                                                   | Savanna Samson États-Unis 38 ans The New Devil in Miss Jones (Vivid Entertainment Group)                                                   | Janine États-Unis 37 ans Pirates (Adam & Eve Pictures/Digital Playground)   | Jenna Jameson États-Unis 31 ans The New Devil in Miss Jones (Vivid Entertainment Group) | Stormy Daniels États-Unis 26 ans Camp Cuddly Pines Powertool Massacre (Wicked Pictures) |
| 2005  | Cytherea États-Unis 23 ans                                     | Lauren Phoenix Canada 25 ans                          | Katsuni France 25 ans                                                   | Jenna Jameson États-Unis 30 ans The Masseuse (Vivid Entertainment Group)                                                                   | Jessica Drake États-Unis 30 ans Fluff and Fold (Wicked Pictures)            | Lezley Zen États-Unis 30 ans Bare Stage (Vivid Entertainment Group)                     | Ashley Blue États-Unis 23 ans Adore (Vivid Entertainment Group)                         |
| 2004  | Stormy Daniels États-Unis 24 ans                               | Ashley Blue États-Unis 22 ans                         | Mandy Bright Hongrie 25 ans                                             | Savanna Samson États-Unis 36 ans Looking In (Vivid Entertainment Group)                                                                    | Julia Ann États-Unis 34 ans Beautiful (Wicked Pictures)                     | Dru Berrymore Allemagne 34 ans Heart of Darkness (Vivid Entertainment Group)            | Brooke Ballentyne États-Unis 21 ans Rawhide (Adam & Eve)                                |
| 2003  | Jenna Haze États-Unis 20 ans                                   | Aurora Snow États-Unis 21 ans                         | Rita Faltoyano Hongrie 24 ans                                           | Taylor St. Clair États-Unis 33 ans The Fashionistas (Evil Angel)                                                                           | Devinn Lane États-Unis 30 ans Breathless (Wicked Pictures)                  | Belladonna États-Unis 21 ans The Fashionistas (Evil Angel)                              | Sydnee Steele États-Unis 34 ans Breathless (Wicked Pictures)                            |
| 2002  | Violet Blue États-Unis 24 ans                                  | Nikita Denise République tchèque 25 ans               | Non décerné                                                             | Ginger Lynn États-Unis 39 ans Taken (VCA Pictures)                                                                                         | Sydnee Steele États-Unis 33 ans Euphoria (Wicked Pictures)                  | Julie Meadows États-Unis 27 ans Fade To Black (Vivid Entertainment Group)               | Ava Vincent États-Unis 26 ans Succubus (VCA Pictures)                                   |
| 2001  | Tera Patrick États-Unis 24 ans                                 | Jewel De'Nyle États-Unis 24 ans                       | Non décerné                                                             | Taylor Hayes États-Unis 25 ans Jekyll and Hyde (Vivid Entertainment Group) Raylene États-Unis 23 ans Artemesia (Vivid Entertainment Group) | Serenity États-Unis 31 ans M Caught in the Act (Wicked Pictures)            | Chloe États-Unis 29 ans True Blue (Vivid Entertainment Group)                           | Midori États-Unis 32 ans West Side (Video Team)                                         |
| 2000  | Bridgette Kerkove États-Unis 23 ans                            | Inari Vachs États-Unis 25 ans                         | Non décerné                                                             | Chloe États-Unis 28 ans Chloe (Sin City Ultra)                                                                                             | Serenity États-Unis 30 ans Double Feature! (Wicked Pictures)                | Janine États-Unis 31 ans Seven Deadly Sins (Vivid Entertainment Group)                  | Shanna McCullough États-Unis 39 ans Double Feature! (Wicked Pictures)                   |
| 1999  | Alisha Klass États-Unis 27 ans                                 | Chloe États-Unis 27 ans                               | Non décerné                                                             | Shanna McCullough États-Unis 38 ans Looker (Pleasure Productions)                                                                          | Jeanna Fine États-Unis 34 ans Café Flesh 2 (VCA Pictures)                   | Chloe États-Unis 27 ans The Masseuse 3 (Vivid Entertainment Group)                      | Katie Gold États-Unis 20 ans Pornogothic (Wicked Pictures)                              |
| 1998  | Johnni Black États-Unis 29 ans                                 | Stephanie Swift États-Unis 25 ans                     | Non décerné                                                             | Dyanna Lauren États-Unis 32 ans Bad Wives (Vivid Film)                                                                                     | Stephanie Swift États-Unis 26 ans Miscreants (Extreme Video/Elegant Angel)  | Melissa Hill États-Unis 28 ans Bad Wives (Vivid Film)                                   | Jeanna Fine États-Unis 33 ans Miscreants (Extreme Video/Elegant Angel)                  |
| 1997  | Missy États-Unis 29 ans                                        | Missy États-Unis 29 ans                               | Non décerné                                                             | Melissa Hill États-Unis 27 ans Penetrator 2: Grudgefuck Day (Pleasure Productions)                                                         | Jeanna Fine États-Unis 32 ans My Surrender (Femme Productions)              | Shanna McCullough États-Unis 36 ans Bobby Sox (Vivid Film)                              | Juli Ashton États-Unis 28 ans Head Trip (VCA Pictures)                                  |
| 1996  | Jenna Jameson États-Unis 21 ans                                | Kaitlyn Ashley États-Unis 24 ans                      | Non décerné                                                             | Jeanna Fine États-Unis 31 ans Skin Hunger (Cal Vista Film)                                                                                 | Jenna Jameson États-Unis 21 ans Wicked One (Wicked Pictures)                | Ariana États-Unis 37 ans Desert Moon (Sterling Pictures)                                | Jeanna Fine États-Unis 31 ans Dear Diary (Wicked Pictures)                              |
| 1995  | Kylie Ireland États-Unis 24 ans                                | Asia Carrera États-Unis 21 ans                        | Non décerné                                                             | Ashlyn Gere États-Unis 35 ans The Masseuse 2 (Vivid Film)                                                                                  | Ashlyn Gere États-Unis 35 ans Body & Soul (Odyssey Group Video/Pinnacle)    | Tyffany Million États-Unis 28 ans Sex (VCA Pictures)                                    | Kaitlyn Ashley États-Unis 23 ans Shame (Vivid Film)                                     |
| 1994  | Shayla LaVeaux États-Unis 24 ans                               | Debi Diamond États-Unis 28 ans                        | Non décerné                                                             | Roxanne Blaze États-Unis 18 ans Justine: Nothing to Hide 2 (Cal Vista Film)                                                                | Leena États-Unis 25 ans Blinded by Love (Odyssey Group Video)               | Tianna États-Unis 30 ans Justine: Nothing to Hide 2 (Cal Vista Film)                    | Porsche Lynn États-Unis 31 ans Servin' it Up (VCA Pictures)                             |
| 1993  | Alex Jordan États-Unis 29 ans                                  | Ashlyn Gere États-Unis 33 ans                         | Non décerné                                                             | Ashlyn Gere États-Unis 33 ans Chameleons (VCA Pictures)                                                                                    | Ashlyn Gere États-Unis 33 ans Two Women (Rosebud Productions)               | Ona Zee États-Unis 38 ans The Secret Garden 1 & 2 (X-Citement Productions)              | Melanie Moore États-Unis 30 ans The Party (Pepper Productions)                          |
| 1992  | Savannah États-Unis 21 ans                                     | Non décerné                                           | Non décerné                                                             | Jeanna Fine États-Unis 27 ans Hothouse Rose (VCA Pictures)                                                                                 | Ona Zee États-Unis 37 ans The Starlet (Plum Productions)                    | Britt Morgan États-Unis 28 ans On Trial (Vivid Film)                                    | Selena Steele États-Unis 30 ans Sirens (VCA Pictures)                                   |
| 1991  | Jennifer Stewart États-Unis 22 ans                             | Non décerné                                           | Non décerné                                                             | Hyapatia Lee États-Unis 30 ans The Masseuse (Vivid Film)                                                                                   | Lauren Brice États-Unis 28 ans Married Women (Plum Productions)             | Deidre Holland Pays-Bas 24 ans Veil (Vivid Film)                                        | Nina Hartley États-Unis 31 ans The Last X-Rated Movie (Command Video)                   |
| 1990  | Victoria Paris États-Unis 29 ans Tori Welles États-Unis 22 ans | Non décerné                                           | Non décerné                                                             | Non décerné | Sharon Kane États-Unis 33 ans Bodies in Heat - The Sequel (Dreamland Elite) | Non décerné                                                                             | Viper États-Unis 30 ans Mystery of the Golden Lotus (Pure Class Productions)            |
| 1989  | Aja États-Unis 25 ans                                          | Non décerné                                           | Non décerné                                                             | Ona Zee États-Unis 34 ans Portrait of an Affair (Vidco)                                                                                    | Barbara Dare États-Unis 25 ans Naked Stranger (Vivid Film)                  | Nina Hartley États-Unis 29 ans Portrait of an Affair (Vidco)                            | Jacqueline Lorains France 26 ans Beauty and the Beast (VCA Pictures)                    |
| 1988  | Samantha Strong États-Unis 20 ans                              | Non décerné                                           | Non décerné                                                             | Krista Lane États-Unis 28 ans Deep Throat II (Arrow Film & Video)                                                                          | Shanna McCullough États-Unis 27 ans Hands Off (Plum Productions)            | Tish Ambrose États-Unis 32 ans Firestorm II (Command Video)                             | Non décerné                                                                             |
| 1987  | Barbara Dare États-Unis 23 ans                                 | Non décerné                                           | Non décerné                                                             | Colleen Brennan États-Unis 37 ans Getting Personal (Caballero Home Video)                                                                  | Nina Hartley États-Unis 27 ans Debbie Duz Dishes (AVC)                      | Colleen Brennan États-Unis 37 ans Star Angel (Command Video)                            | Non décerné                                                                             |
| 1986  | Angel États-Unis 19 ans                                        | Non décerné                                           | Non décerné                                                             | Sheri St. Clair États-Unis 28 ans Corporate Assets (Essex Video)                                                                           | Ginger Lynn États-Unis 23 ans Project Ginger (Vivid Video)                  | Lisa De Leeuw États-Unis 27 ans Raw Talent (VCA Pictures)                               | Non décerné                                                                             |
| 1985  | Ginger Lynn États-Unis 22 ans                                  | Non décerné                                           | Non décerné                                                             | Pamela Mann États-Unis 27 ans X Factor (Hollywood Video)                                                                                   | Pamela Mann États-Unis 27 ans X Factor (Hollywood Video)                    | Lisa De Leeuw États-Unis 26 ans Dixie Ray, Hollywood Star (Caballero Home Video)        | Lisa De Leeuw États-Unis 26 ans Dixie Ray, Hollywood Star (Caballero Home Video)        |
| 1984  | Rachel Ashley États-Unis 19 ans                                | Non décerné                                           | Non décerné                                                             | Sharon Mitchell États-Unis 26 ans Sexcapades (VCA Pictures)                                                                                | Sharon Mitchell États-Unis 26 ans Sexcapades (VCA Pictures)                 | Tiffany Clark États-Unis 22 ans Hot Dreams (Caballero Home Video)                       | Tiffany Clark États-Unis 22 ans Hot Dreams (Caballero Home Video)                       |
| Année | Meilleure nouvelle starlette                                   | Performeuse de l'année                                | Performeuse étrangère de l'année                                        | Meilleure actrice - Film | Meilleure actrice - Vidéo                                                   | Meilleure actrice dans un second rôle - Film                                            | Meilleure actrice dans un second rôle - Vidéo                                           |

### Principales récompenses décernées aux acteurs
| Année | Meilleur nouveau venu (Best Male Newcomer) | Interprète de l'année (Male Performer of the Year) | Interprète étranger de l'année (Male Foreign Performer of the Year) | Meilleur acteur (Best Actor)                                                                  | Meilleur acteur dans un second rôle (Best Supporting Actor)                                              |
| ----- | ------------------------------------------ | -------------------------------------------------- | ------------------------------------------------------------------- | --------------------------------------------------------------------------------------------- | --- |
| 2019  | Jason Luv États-Unis 33 ans                | Manuel Ferrara France 43 ans                       |                                                                     | Seth Gamble États-Unis 32 ans Deadpool XXX: An Axel Braun Parody (Axel Braun Productions)     | Charles Dera États-Unis 40 ans Cartel Sex (Porn Fidelity)                                                |
| 2018  | Juan "El Caballo" Loco États-Unis 19 ans   | Markus Dupree Russie 29 ans                        | Ryan Ryder Royaume-Uni 34 ans                                       | Tommy Pistol États-Unis 41 ans Ingenue (Wicked Pictures)                                      | Small Hands États-Unis Half His Age: A Teenage Tragedy (Pure Taboo/Pulse)                                |
| 2017  | Ricky Johnson États-Unis 24 ans            | Mick Blue Autriche 40 ans                          | Danny D Royaume-Uni 29 ans                                          | Xander Corvus États-Unis 28 ans The Preacher's Daughter (Wicked Pictures)                     | Brad Armstrong Canada 51 ans The Preacher's Daughter (Wicked Pictures)                                   |
| 2016  | Brad Knight États-Unis 27 ans              | Mick Blue Autriche 39 ans                          | Rocco Siffredi Italie 51 ans                                        | Tommy Pistol États-Unis 39 ans Stryker (Digital Playground/Pulse)                             | Steven St. Croix États-Unis 47 ans Peter Pan XXX: An Axel Braun Parody (Wicked Pictures)                 |
| 2015  | Rob Piper États-Unis 31 ans                | Mick Blue Autriche 38 ans                          | Rocco Siffredi Italie 50 ans                                        | Steven St. Croix États-Unis 46 ans Wetwork (Vivid Entertainment Group)                        | Xander Corvus États-Unis 26 ans Holly... would (Wicked Pictures)                                         |
| 2014  | Ike Diezel États-Unis 31 ans               | Manuel Ferrara France 38 ans                       | Rocco Siffredi Italie 49 ans                                        | Tommy Pistol États-Unis 37 ans Evil Head (Burning Angel/Vouyer)                               | Xander Corvus États-Unis 25 ans Underworld (Wicked Pictures)                                             |
| 2013  | Logan Pierce États-Unis 22 ans             | James Deen États-Unis 27 ans                       | Rocco Siffredi Italie 48 ans                                        | Steven St. Croix États-Unis 44 ans Torn (New Sensations)                                      | Tom Byron États-Unis 51 ans Star Wars XXX: A Porn Parody (Axel Braun/Vivid Entertainment Group)          |
| 2012  | Xander Corvus États-Unis 23 ans            | Manuel Ferrara France 36 ans                       | Rocco Siffredi Italie 47 ans                                        | Dale DaBone États-Unis 40 ans Elvis XXX: A Porn Parody (Axel Braun/Vivid Entertainment Group) | Xander Corvus États-Unis 23 ans Star Trek: The Next Generation - A XXX Parody (Revolution X/Digital Sin) |
| 2011  | Seth Gamble États-Unis 23 ans              | Evan Stone États-Unis 46 ans                       | Rocco Siffredi Italie 46 ans                                        | Tom Byron États-Unis 49 ans The Big Lebowski: A XXX Parody (New Sensations)                   | Evan Stone États-Unis 46 ans Batman XXX : A Porn Parody (Axel Braun/Vivid Entertainment Group)           |
| 2010  | Dane Cross États-Unis 26 ans               | Manuel Ferrara France 34 ans                       | Toni Ribas Espagne 34 ans                                           | Eric Swiss États-Unis 34 ans Not Married With Children XXX (X-Play/LFP)                       | Tom Byron États-Unis 48 ans Throat : A Cautionary Tale (Vivid Entertainment Group)                       |
| 2009  | Anthony Rosano États-Unis 31 ans           | James Deen États-Unis 22 ans                       | Rocco Siffredi Italie 44 ans                                        | Evan Stone États-Unis 44 ans Pirates II: Stagnetti’s Revenge (Digital Playground)             | Ben English Royaume-Uni 44 ans Pirates II: Stagnetti’s Revenge (Digital Playground)                      |

| Année | Meilleur nouveau venu (Best Male Newcomer) | Performeur de l'année (Male Performer of the Year) | Performeur étranger de l'année (Male Foreign Performer of the Year) | Meilleur acteur - Film (Best Actor - Film)                                   | Meilleur acteur - Vidéo (Best Actor - Video)                                        | Meilleur acteur dans un second rôle - Film (Best Supporting Actor - Film)      | Meilleur acteur dans un second rôle - Vidéo (Best Supporting Actor - Video)         |
| ----- | ------------------------------------------ | -------------------------------------------------- | ------------------------------------------------------------------- | ---------------------------------------------------------------------------- | ----------------------------------------------------------------------------------- | ------------------------------------------------------------------------------ | ----------------------------------------------------------------------------------- |
| 2008  | Alan Stafford États-Unis 31 ans            | Evan Stone États-Unis 43 ans                       | David Perry France 37 ans                                           | Tom Byron États-Unis 46 ans Layout (Vivid Entertainment Group)               | Brad Armstrong Canada 42 ans Coming Home (Wicked Pictures)                          | Randy Spears États-Unis 46 ans Flashers (Vivid Entertainment Group)            | Barrett Blade États-Unis 34 ans Coming Home (Wicked Pictures)                       |
| 2007  | Tommy Pistol États-Unis 30 ans             | Tommy Gunn États-Unis 39 ans                       | Jean Val Jean France 26 ans                                         | Randy Spears États-Unis 45 ans Manhunters (Wicked Pictures)                  | Evan Stone États-Unis 42 ans Sex Pix (Red Light District Video)                     | Kurt Lockwood États-Unis 36 ans To Die For (Vivid Entertainment Group)         | Manuel Ferrara France 31 ans She Bangs (Red Light District Video)                   |
| 2006  | Scott Nails États-Unis 23 ans              | Manuel Ferrara France 30 ans                       | Steve Holmes Allemagne 44 ans                                       | Randy Spears États-Unis 44 ans Eternity (Wicked Pictures)                    | Evan Stone États-Unis 41 ans Pirates (Adam & Eve Pictures/Digital Playground)       | Randy Spears États-Unis 44 ans Dark Side (Red Light District Video)            | Tommy Gunn États-Unis 38 ans Pirates (Adam & Eve Pictures/Digital Playground)       |
| 2005  | Tommy Gunn États-Unis 37 ans               | Manuel Ferrara France 29 ans                       | Steve Holmes Allemagne 43 ans                                       | Justin Sterling États-Unis 37 ans The Masseuse (Vivid Entertainment Group)   | Barrett Blade États-Unis 31 ans Loaded (Digital Playground)                         | Rod Fontana États-Unis 52 ans The 8th Sin (Vivid Entertainment Group)          | Randy Spears États-Unis 43 ans Fluff and Fold (Wicked Pictures)                     |
| 2004  | Ben English Royaume-Uni 39 ans             | Michael Stefano États-Unis 34 ans                  | Manuel Ferrara France 28 ans                                        | Randy Spears États-Unis 42 ans Heart of Darkness (Vivid Entertainment Group) | Evan Stone États-Unis 39 ans Space Nuts (Wicked Pictures)                           | Steven St. Croix États-Unis 35 ans Looking In (Vivid Entertainment Group)      | Randy Spears États-Unis 42 ans Space Nuts (Wicked Pictures)                         |
| 2003  | Nick Manning États-Unis 35 ans             | Lexington Steele États-Unis 33 ans                 | Rocco Siffredi Italie 38 ans                                        | Brad Armstrong Canada 37 ans Falling From Grace (Wicked Pictures)            | Dale DaBone États-Unis 31 ans Betrayed By Beauty (Vivid Entertainment Group)        | Mr. Marcus États-Unis 32 ans Paradise Lost (Sin City Films)                    | Randy Spears États-Unis 41 ans Hercules (Wicked Pictures)                           |
| 2002  | Non décerné                                | Lexington Steele États-Unis 32 ans                 | Non décerné                                                         | Anthony Crane États-Unis 38 ans Beast (Sin City Films)                       | Mike Horner États-Unis 46 ans Euphoria (Wicked Pictures)                            | Herschel Savage États-Unis 49 ans Taken (VCA Pictures)                         | Mike Horner États-Unis 46 ans Wild Thing (Wicked Pictures)                          |
| 2001  | Non décerné                                | Evan Stone États-Unis 36 ans                       | Non décerné                                                         | Evan Stone États-Unis 36 ans Adrenaline (Sin City Films)                     | Joel Lawrence États-Unis 36 ans Raw (VCA Platinum Plus)                             | Randy Spears États-Unis 39 ans Watchers (Sin City Films)                       | Wilde Oscar Royaume-Uni 33 ans West Side (Video Team)                               |
| 2000  | Non décerné                                | Lexington Steele États-Unis 30 ans                 | Non décerné                                                         | James Bonn États-Unis 40 ans Chloe (Sin City Ultra)                          | Randy Spears États-Unis 38 ans Double Feature! (Wicked Pictures)                    | Michael J. Cox États-Unis 30 ans Seven Deadly Sins (Vivid Entertainment Group) | Tom Byron États-Unis 38 ans L.A. 399 (Extreme Associates)                           |
| 1999  | Non décerné                                | Tom Byron États-Unis 37 ans                        | Non décerné                                                         | James Bonn États-Unis 39 ans Models (Sin City Ultra)                         | Michael J. Cox États-Unis 29 ans L.A. Uncovered (Sunshine Films)                    | Michael J. Cox États-Unis 29 ans Models (Sin City Ultra)                       | Jamie Gillis États-Unis 55 ans Forever Night (VCA Platinum Plus)                    |
| 1998  | Non décerné                                | Tom Byron États-Unis 36 ans                        | Non décerné                                                         | Steven St. Croix États-Unis 29 ans Bad Wives (Vivid Entertainment Group)     | Tom Byron États-Unis 36 ans Indigo Delta (Wicked Pictures)                          | Wilde Oscar Royaume-Uni 30 ans Doin’ the Ritz (Pleasure Productions)           | Dave Hardman États-Unis 37 ans Texas Dildo Masquerade (Heatwave Platinum)           |
| 1997  | Non décerné                                | T.T.Boy États-Unis 28 ans                          | Non décerné                                                         | Jamie Gillis États-Unis 53 ans Bobby Sox (Vivid Entertainment Group)         | Jon Dough États-Unis 34 ans Shock (VCA Platinum Plus)                               | Tony Tedeschi États-Unis 32 ans The Show (Vivid Entertainment Group)           | Tony Tedeschi États-Unis 32 ans Silver Screen Confidential (Wicked Pictures)        |
| 1996  | Non décerné                                | Rocco Siffredi Italie 31 ans                       | Non décerné                                                         | Mike Horner États-Unis 40 ans Lessons in Love (Sterling Pictures)            | Jon Dough États-Unis 33 ans Latex (VCA Platinum Plus)                               | Steven St. Croix États-Unis 27 ans Forever Young (Vivid Entertainment Group)   | Alex Sanders États-Unis 29 ans Dear Diary (Wicked Pictures)                         |
| 1995  | Non décerné                                | Jon Dough États-Unis 32 ans                        | Non décerné                                                         | Buck Adams États-Unis 39 ans No Motive (Midnight Film)                       | Steven St. Croix États-Unis 26 ans Chinatown (Sin City Video)                       | Jon Dough États-Unis 32 ans Sex (VCA Platinum)                                 | Jonathan Morgan États-Unis 28 ans The Face (Plum Productions)                       |
| 1994  | Non décerné                                | Jonathan Morgan États-Unis 27 ans                  | Non décerné                                                         | Mike Horner États-Unis 38 ans Justine: Nothing to Hide 2 (Cal Vista Film)    | Jonathan Morgan États-Unis 27 ans The Creasemaster (VCA Platinum)                   | Steve Drake États-Unis 39 ans Whispered Lies (LBO Entertainment Group)         | Randy Spears États-Unis 32 ans Haunted Nights (Wicked Pictures)                     |
| 1993  | Non décerné                                | Rocco Siffredi Italie 28 ans                       | Non décerné                                                         | Mike Horner États-Unis 37 ans The Seduction of Mary (VCA Platinum)           | Joey Silvera États-Unis 41 ans The Party (Pepper Productions)                       | Joey Silvera États-Unis 41 ans Face Dance, Parts I & II (Evil Angel)           | Tony Tedeschi États-Unis 28 ans Smeers (HIP Video)                                  |
| 1992  | Non décerné                                | Non décerné                                        | Non décerné                                                         | Buck Adams États-Unis 36 ans Roxy (VCA Platinum)                             | Tom Byron États-Unis 30 ans Sizzle (Plum Productions)                               | Jon Dough États-Unis 29 ans Brandy and Alexander (VCA Platinum)                | Mike Horner États-Unis 36 ans Bite (Legend Video)                                   |
| 1991  | Non décerné                                | Non décerné                                        | Non décerné                                                         | Randy Spears États-Unis 29 ans The Masseuse (Vivid Entertainment Group)      | Eric Edwards États-Unis 45 ans The Last X-Rated Movie (Command Video)               | Jon Martin États-Unis 43 ans Pretty Peaches III (VCA Platinum)                 | Ron Jeremy États-Unis 37 ans Playin’ Dirty (VCA Platinum)                           |
| 1990  | Non décerné                                | Non décerné                                        | Non décerné                                                         | Non décerné                                                                  | Jon Martin États-Unis 42 ans Cool Sheets (Plum Productions)                         | Non décerné                                                                    | Rick Savage États-Unis 39 ans The Erotic Adventures Of Bedman and Throbbin (Vidway) |
| 1989  | Non décerné                                | Non décerné                                        | Non décerné                                                         | Robert Bullock États-Unis ? ans Portrait of an Affair (Vidco)                | Jon Martin États-Unis 41 ans Case of the Sensuous Sinners (Moonlight Entertainment) | Jamie Gillis États-Unis 45 ans Pretty Peaches II (VCA Pictures)                | Richard Pacheco États-Unis 40 ans Sensual Escape (Femme Productions)                |
| 1988  | Non décerné                                | Non décerné                                        | Non décerné                                                         | John Leslie États-Unis 42 ans Firestorm II (Command Video)                   | Robert Bullock États-Unis ? ans Romeo and Juliet (Western Visuals)                  | Michael Gaunt États-Unis ? ans Firestorm II (Command Video)                    | Michael Gaunt États-Unis ? ans Firestorm II (Command Video)                         |
| 1987  | Non décerné                                | Non décerné                                        | Non décerné                                                         | Mike Horner États-Unis 31 ans Sexually Altered States (VCA Pictures)         | Buck Adams États-Unis 31 ans Rockey X (Penguin Productions)                         | Joey Silvera États-Unis 35 ans She’s So Fine (VCA Pictures)                    | Joey Silvera États-Unis 35 ans She’s So Fine (VCA Pictures)                         |
| 1986  | Non décerné                                | Non décerné                                        | Non décerné                                                         | Harry Reems États-Unis 38 ans Trashy Lady (Masterpiece Video)                | Eric Edwards États-Unis 40 ans Dangerous Stuff (Command Video)                      | Ron Jeremy États-Unis 32 ans Candy Strippers II (Arrow Film & Video)           | Ron Jeremy États-Unis 32 ans Candy Strippers II (Arrow Film & Video)                |
| 1985  | Jean Bresac                                | Non décerné                                        | Non décerné                                                         | Eric Edwards États-Unis 39 ans X Factor (Hollywood Video)                    | Eric Edwards États-Unis 39 ans X Factor (Hollywood Video)                           | John Leslie États-Unis 39 ans Firestorm (Command Video)                        | John Leslie États-Unis 39 ans Firestorm (Command Video)                             |
| 1984  | Non décerné                                | Non décerné                                        | Non décerné                                                         | Richard Pacheco États-Unis 35 ans Irresistible (Essex Video)                 | Richard Pacheco États-Unis 35 ans Irresistible (Essex Video)                        | Richard Pacheco États-Unis 35 ans Nothing to Hide (Cal Vista Video)            | Richard Pacheco États-Unis 35 ans Nothing to Hide (Cal Vista Video)                 |
| Année | Meilleur nouveau venu                      | Performeur de l'année                              | Performeur étranger de l'année                                      | Meilleur acteur - Film                                                       | Meilleur acteur - Vidéo                                                             | Meilleur acteur dans un second rôle - Film                                     | Meilleur acteur dans un second rôle - Vidéo                                         |

### Autres récompenses décernées aux acteurs

#### Star du cinéma traditionnel de l'année (Mainstream Star of the Year)
Ce prix récompense l'acteur ayant le mieux réussi dans le cinéma traditionnel au cours de l'année de référence. Initialement intitulé Crossover Star of the Year, il avait été rebaptisé The Jenna Jameson Crossover Star of the Year en 2007 en l'honneur de l'actrice Jenna Jameson, avant de reprendre son intitulé initial en 2010.
- 2019 : Stormy Daniels
- 2018 : Asa Akira
- 2017 : Julia Ann
- 2016 : Jessica Drake
- 2015 : James Deen
- 2014 : James Deen
- 2013 : James Deen et Sunny Leone
- 2012 : Ron Jeremy
- 2011 : Riley Steele
- 2010 : Sasha Grey
- 2009 : Katie Morgan
- 2008 : Stormy Daniels
- 2007 : Jenna Jameson
- 2006 : Jenna Jameson

#### Actrice MILF de l'année (MILF Performer of the Year)
- 2022 : Alexis Fawx (2)
- 2021 : Cherie DeVille (3)
- 2020 : Alexis Fawx (1)
- 2019 : Cherie DeVille (2)
- 2018 : Cherie DeVille (1)
- 2017 : Kendra Lust (2)
- 2016 : Kendra Lust (1)
- 2015 : India Summer (3)
- 2014 : India Summer (2)
- 2013 : Julia Ann (3)
- 2012 : India Summer (1)
- 2011 : Julia Ann (2)
- 2010 : Julia Ann (1)
- 2009 : Lisa Ann (1)

#### Actrice transsexuelle de l'année (Trans-sexual Performer of the Year)
- 2021 : Aubrey Kate (3)
- 2020 : Natalie Mars(1)
- 2019 : Chanel Santini (1)
- 2018 : Aubrey Kate (2)
- 2017 : Aubrey Kate (1)
- 2016 : Venus Lux (2)
- 2015 : Venus Lux (1)
- 2014 : Eva Lin (es) (1)
- 2013 : Vaniity (2)
- 2012 : Bailey Jay (2)
- 2011 : Bailey Jay (1)
- 2010 : Kimber James (1)
- 2009 : Wendy Williams (1)
- 2008 : Allanah Starr (1)
- 2007 : Buck Angel (1)
- 2006 : Gia Darling (1)
- 2005 : Vicki Richter (es) (1)
- 2004 : Vaniity (1)

#### Meilleure prestation non sexuelle (Best Non-Sex Performance)
- 2019 : Kyle Stone pour Never Forgotten (Wicked Pictures)
- 2018 : Kyle Stone pour Conflicted (Wicked Pictures)
- 2017 : Nyomi Banxxx pour Suicide Squad XXX: An Axel Braun Parody (Wicked Comix)
- 2016 : Christopher Ryan pour Marriage 2.0 (LionReach/Adam & Eve)
- 2015 : Christian Mann pour Voracious: Season 2 (John Stagliano/Evil Angel)
- 2014 : Kyle Stone pour Hotel No Tell (Wicked Pictures)
- 2013 : James Bartholet (en) pour Not The Three Stooges XXX (Will Ryder/Pulse)
- 2012 : James Bartholet pour The Rocki Whore Picture Show: A Hardcore Parody (Wicked Pictures)
- 2011 : James Bartholet pour Not Charlie's Angels XXX (X-Play/Digital Sin)
- 2010 : Thomas Ward pour Not the Cosbys XXX (X-Play/LFP)
- 2009 : Nina Hartley pour Not Bewitched XXX
- 2008 : Bryn Pryor pour Upload (SexZ Pictures)
- 2007 : Bryn Pryor pour Corruption (SexZ Pictures)
- 2006 : William Margold (en) pour Dark Side (Red Light District)
- 2005 : Mike Horner pour The Collector (Wicked Pictures)
- 2004 : Allan Rene pour Opera (Elegant Angel Productions)
- 2003 : Tina Tyler pour The Ozporns (VCA Pictures)
- 2002 : Paul Thomas pour Fade to Black (Vivid Entertainment Group)
- 2001 : Rob Spallone (pt) pour The Sopornos (VCA Platinum Plus)
- 2000 : Anthony Crane pour Double Feature! (Wicked Pictures)
- 1999 : Robert Black pour The Pornographer (Extreme Associates)
- 1998 : Jamie Gillis pour New Wave Hookers 5 (VCA Platinum Plus)
- 1997 : Scotty Schwartz pour Silver Screen Confidential (Wicked Pictures)
- 1996 : Veronica Hart pour Nylon (Vivid Film)
- 1995 : E.Z. Ryder pour Erotika (Western Visuals)
- 1994 : Jonathan Morgan pour Haunted Nights (Wicked Pictures)
- 1993 : J.B. pour Dirty Little Mind of Martin Fink (Moonlight Entertainment)
- 1992 : Carl Esser pour On Trial (Vivid Entertainment Group)
- 1991 : Jose Duval (fa) pour Oh, What a Night (VCA Platinum)
- 1990 : Nick Random pour True Love (Vivid Entertainment Group)
- 1989 : Jose Duval pour Pillowman (VCA Pictures)

#### Meilleure actrice lesbienne (All-Girl Performer of the Year)
- 2019 : Charlotte Stokely
- 2018 : Jenna Sativa
- 2017 : Jenna Sativa
- 2016 : Shyla Jennings
- 2015 : Sinn Sage
- 2014 : Shyla Jennings

#### Actrice de niche de l'année (Niche Performer of the Year)
- 2019 : Karla Lane
- 2018 : Cybill Troy

### Fan Awards
- 2022 :
  - Favorite Female Porn Star : Angela White (4)
  - Favorite Male Porn Star : Johnny Sins (5)
  - Favorite Trans Porn Star : Ella Hollywood
  - Most Epic Ass : Abella Danger (3)
  - Hottest MILF : Kendra Lust (5)
  - Most Spectacular Boobs : Angela White (4)
  - Hottest Newcomer : Blake Blossom
  - Favorite BBW Performer : BadKittyyy
  - Social Media Star : Angela White (2)
  - Favorite Indie Clip Star : Eva Elfie
  - Favorite Cam Girl : Happy Yulia
  - Favorite Cam Guy : Arthur Eden aka Webcam God
  - Favorite Trans Cam Star : Casey Kisses
  - Favorite Camming Cosplayer : Purple Bitch
  - Favorite Caming Couple : 19honeysuckle (Honey & Tom Christian)
  - Favorite Domme : Brittany Andrews (1)
- 2021 :
  - Favorite Female Porn Star :
  - Favorite Male Porn Star :
  - Favorite Trans Porn Star :
  - Most Epic Ass :
  - Hottest MILF :
  - Most Spectacular Boobs :
  - Hottest Newcomer :
  - Favorite BBW Performer :
  - Social Media Star :
  - Favorite Indie Clip Star :
  - Favorite Cam Girl :
  - Favorite Cam Guy :
  - Favorite Trans Cam Star :
  - Favorite Camming Cosplayer :
  - Favorite Caming Couple :
  - Favorite Porn Star Website :
  - Favorite Domme :
- 2020 :
  - Favorite Female Porn Star : Angela White (3)
  - Favorite Male Porn Star : Johnny Sins (4)
  - Favorite Trans Porn Star : Natalie Mars (1)
  - Most Epic Ass : Abella Danger (2)
  - Hottest MILF : Ava Addams (1)
  - Most Spectacular Boobs : Angela White (3)
  - Hottest Newcomer : Autumn Falls (1)
  - Favorite BBW Performer : Sofia Rose (1)
  - Social Media Star : Angela White (1)
  - Favorite Indie Clip Star : Cory Chase (2)
  - Favorite Cam Girl : Emily Bloom
  - Favorite Cam Guy : Brock Cooper
  - Favorite Trans Cam Star : Natalie Mars
  - Favorite Camming Cosplayer : Maitland Ward
  - Favorite Caming Couple : 19honeysuckle (Honey & Tom Christian)
  - Favorite Porn Star Website : ReidMyLips.com
  - Favorite Domme : Violet Doll
- 2019 :
  - Favorite Female Porn Star : Angela White (2)
  - Favorite Male Porn Star : Johnny Sins (3)
  - Favorite Trans Porn Star : Chanel Santini (2)
  - Most Epic Ass : Abella Danger (1)
  - Hottest MILF : Kendra Lust (4)
  - Most Spectacular Boobs : Angela White (2)
  - Hottest Newcomer : Alina Lopez (1)
  - Favorite BBW Performer : Alura Jenson (1)
  - Social Media Star : Riley Reid (4)
  - Favorite Indie Clip Star : Cory Chase (1)
  - Favorite Cam Girl : Kati3kat
  - Favorite Cam Guy : Aamir Desire
  - Favorite Trans Cam Star : Aubrey Kate (3)
  - Favorite Camming Cosplayer : EliseLaurenne
  - Favorite Caming Couple : 19honeysuckle (Honey & Tom Christian)
  - Favorite Porn Star Website : ReidMyLips.com
- 2018 :
  - Favorite Female Porn Star : Angela White (1)
  - Favorite Male Porn Star : Johnny Sins (2)
  - Favorite Trans Porn Star : Chanel Santini (1)
  - Most Epic Ass : Alexis Texas
  - Hottest MILF : Kendra Lust (3)
  - Most Spectacular Boobs : Angela White (1)
  - Hottest Newcomer : Lena Paul
  - Favorite BBW Performer : Angelina Castro (1)
  - Social Media Star : Riley Reid (3)
  - Favorite Indie Clip Star : Jenny Blighe
  - Favorite Cam Girl : Kati3kat
  - Favorite Cam Guy : Aamir Desire
  - Favorite Trans Cam Star : Aubrey Kate (2)
  - Favorite Camming Cosplayer : Catjira
  - Favorite Camming Couple : 19honeysuckle (Honey & Tom Christian)
  -  Favorite Porn Star Website : Angela White (1)
  - Favorite Membership Site : BrazzersNetwork.com
  - Most Amazing Sex Toy : Angela White Fleshlight
- 2017 :
  - Favorite Female Porn Star : Riley Reid (2)
  - Favorite Male Porn Star : Johnny Sins (1)
  - Favorite Trans Porn Star : Aubrey Kate (1)
  - Most Epic Ass : Alexis Texas (2)
  - Hottest MILF : Kendra Lust (2)
  - Most Spectacular Boobs : August Ames (1)
  - Hottest Newcomer : Lana Rhoades
  - Web Queen : Kissa Sins
  - Social Media Star : Riley Reid (2)
  - Favorite Cam Girl : Kati3kat
  - Favorite Cam Guy : Adam Sinner
  - Favorite Trans Cam Star : Aubrey Kate (1)
  - Favorite Camming Couple : CookinBaconNaked
  - Most Amazing Sex Toy : Angela White Fleshlight
- 2016 :
  - Favorite Female Performer : Riley Reid (1)
  - Favorite Male Performer : Keiran Lee
  - Favorite Trans Performer : Bailey Jay
  - Hottest Newcomer : Abella Danger (1)
  - Most Epic Ass : Alexis Texas (1)
  - Hottest MILF : Kendra Lust (1)
  - Most Spectacular Boobs : Hitomi Tanaka (1)
  - Social Media Star : Riley Reid (1)
  - Biggest Web Celebrity : Taylor Stevens
  - Favorite Cam Girl : Devious Angel
  - Favorite Cam Guy : Adam Sinner
  - Favorite Trans Cam Performer : Kylie Maria
  - Favorite Camming Couple : Nicolah et Steven Bond
  - Most Amazing Sex Toy : Dani Daniels Pussy with Bush & Ass (Doc Johnson)
- 2015 :
  - Best Boobs : Jayden Jaymes
  - Cutest Newcomer : August Ames
  - Favorite Female Porn Star : Riley Steele
  - Favorite Male Porn Star : James Deen
  - Favorite Studio : Brazzers
  - Favorite Webcam Girl : Abella Anderson
  - Hottest Ass : Alexis Texas
  - Hottest MILF : Julia Ann
  - Kinkiest Performer : Bonnie Rotten
  - Social Media Star : Dani Daniels
- 2014 :
  - Best Body : Jayden Jaymes
  - Best Boobs : Kagney Linn Karter
  - Favorite Female Porn Star : Riley Steele
  - Favorite Male Porn Star : James Deen
  - Favorite Studio : Brazzers
  - Favorite Webcam Girl : LittleRedBunny
  - Hottest Ass : Alexis Texas
  - Hottest MILF : Lisa Ann
  - Most Promising New Starlet : Christy Mack
  - Social Media Star : Lexi Belle
- 2013 :
  - Favorite Porn Star : Riley Steele
  - Favorite Body : Riley Steele
  - Twitter Queen : April O'Neil
  - Best Free Adult Website : pornhub.com
- 2012 :
  - Favorite Porn Star : Riley Steele
  - Best Body : Riley Steele
  - Hottest Sex Scene : Jesse Jane, Riley Steele, Kayden Kross, Stoya, BiBi Jones et Manuel Ferrara dans Babysitters 2 (Digital Playground)
  - Twitter Queen : Riley Steele
- 2011 :
  - Favorite Perfomer : Jenna Haze
  - Best Body : Alektra Blue
  - Favorite Movie : Asa Akira is Insatiable (Elegant Angel Productions)
  - Wildest Sex Scene : Kayden Kross, Jesse Jane, Riley Steele, Katsuni et Raven Alexis dans Body Heat (Digital Playground)

### Récompenses décernées aux réalisateurs
| Année | Meilleur réalisateur - Film scénarisé (Best Director - Feature)                                      | Meilleur réalisateur - Film scénarisé étranger (Best Director - Foreign Feature)                    | Réalisateur de l'année (Director of the Year) | Meilleur réalisateur - Film non scénarisé (Best Director - Non Feature) | Meilleur réalisateur - Film non scénarisé étranger (Best Director - Foreign Non Feature) |
| ----- | --- | --------------------------------------------------------------------------------------------------- | --------------------------------------------- | ----------------------------------------------------------------------- | ---------------------------------------------------------------------------------------- |
| 2019  | Axel Braun Italie The Possession of Mrs. Hyde (Wicked Pictures)                                      | Non décerné                                                                                         | Kayden Kross États-Unis                       | Evil Chris États-Unis I Am Angela (vil Angel Filmms)                    | Non décerné                                                                              |
| 2018  | Axel Braun Italie Justice League XXX: An Axel Braun Parody (Axel Braun/Wicked)                       | Hervé Bodilis France et Pascal Lucas France Revenge of a Daughter (Marc Dorcel/Wicked)              | Greg Lansky États-Unis                        | Kayden Kross États-Unis Sacrosanct (Trenchcoatx/Jules Jordan)           | Hervé Bodilis France Megan Escort Deluxe (Marc Dorcel/Wicked)                            |
| 2017  | Jacky St. James (en) États-Unis The Submission of Emma Marx: Exposed (New Sensations Erotic Stories) | John Stagliano États-Unis Hard in Love (John Stagliano/Evil Angel)                                  | Greg Lansky États-Unis                        | Greg Lansky États-Unis Natural Beauties (Vixen/Jules Jordan)            | Nacho Vidal Espagne Nacho Loves Nekane (Nacho Vidal/Evil Angel)                          |
| 2016  | Paul Deeb États-Unis Marriage 2.0 (LionReach/Adam & Eve)                                             | Dick Bush Royaume-Uni The Doctor (Brazzers/Pulse)                                                   | Greg Lansky États-Unis                        | Jules Jordan États-Unis Jesse: Alpha Female (Jules Jordan Video)        | Alis Locanta Waltz With Me (SexArt/MetArt/Girlfriends)                                   |
| 2015  | Brad Armstrong États-Unis Aftermath (Wicked Pictures)                                                | Hervé Bodilis France Anissa Kate the Widow (Marc Dorcel/Wicked)                                     | Mason États-Unis                              | Mason États-Unis Allie (Hard X/O.L. Entertainment)                      | Gazzman Royaume-Uni Young Harlots: Slutty Delinquents (Harmony Films)                    |
| 2014  | Brad Armstrong États-Unis Underworld (Wicked Pictures)                                               | Max Candy Canada et Michael Ninn États-Unis The Ingenuous (Marc Dorcel/Wicked)                      | Axel Braun Italie                             | Mason États-Unis Anikka (Hard X/O.L. Entertainment)                     | Tanya Hyde Royaume-Uni The House of Sin (Harmony Films)                                  |
| 2013  | Graham Travis États-Unis Wasteland (Elegant Angel Productions)                                       | Max Candy Canada Inglorious Bitches (Marc Dorcel/Wicked)                                            | Axel Braun Italie                             | Jules Jordan États-Unis Alexis Ford Darkside (Jules Jordan Video)       | Ettore Buchi Italie Adventures on the Lust Boat 2 (Magik View/Private/Pure Play)         |
| 2012  | Graham Travis États-Unis Portrait of a Call Girl (Elegant Angel Productions)                         | Ettore Buchi Italie Mission Asspossible (Magik View/Private/Pure Play)                              | Axel Braun Italie                             | Mason Asa Akira Is Insatiable 2 (Elegant Angel Productions)             | Non décerné                                                                              |
| 2011  | Brad Armstrong Canada Speed (Wicked Pictures)                                                        | Paul Chaplin Department S, Mission One: City of Broken Angels (Bluebird Films)                      | Axel Braun Italie                             | William H. Performers of the Year 2010 (Elegant Angel Productions)      | Gazzman Tori Black: Nymphomaniac (Harmony Films)                                         |
| 2010  | David Aaron Clark (en) États-Unis Pure (David Aaron Clark/Evil Angel)                                | Paul Chaplin Black Beauty: Escape to Eden (Bluebird) Moire Candy Ritual (Marc Dorcel/Wicked)        | Will Ryder                                    | William H. Evalutionary (Elegant Angel Productions)                     | Raul Cristian Roumanie Ass Traffic 6 (Cruel Media/Evil Angel)                            |
| 2009  | Joone États-Unis Pirates II: Stagnetti’s Revenge (Digital Playground)                                | Juan Carlos Jesus Villaobos Jason Colt – The Mystery of the Sexy Diamonds (Private/Pure Play Media) | Brad Armstrong Canada                         | Eli Cross Icon (SexZ Pictures)                                          | Christophe Clark France Nasty Intentions 2 (Clark Euro Angel/Evil Angel)                 |

| Année | Meilleur réalisateur - Film (Best Director - Film)                                    | Meilleur réalisateur - Vidéo (Best Director - Video)                                                          | Meilleur réalisateur - Film scénarisé étranger (Best Director - Foreign Feature) | Réalisateur de l'année (Director of the Year) | Meilleur réalisateur - Film non scénarisé (Best Director - Non Feature) | Meilleur réalisateur - Film non scénarisé étranger (Best Director - Foreign Non Feature) |
| ----- | ------------------------------------------------------------------------------------- | --- | -------------------------------------------------------------------------------- | --------------------------------------------- | ----------------------------------------------------------------------- | ---------------------------------------------------------------------------------------- |
| 2008  | Paul Thomas États-Unis Layout (Vivid Entertainment Group)                             | John Stagliano États-Unis Fashionistas Safado: Berlin (Evil Angel)                                            | Alessandro Del Mar Italie Dangerous Sex (Private U.S.A./Pure Play Media)         | Jules Jordan États-Unis                       | Belladonna Belladonna: Manhandled 2 (Belladonna/Evil Angel)             | Non décerné                                                                              |
| 2007  | Brad Armstrong Canada Manhunters (Wicked Pictures)                                    | Eli Cross États-Unis Corruption (SexZ Pictures)                                                               | Pierre Woodman France Sex City (Private USA/Pure Play Media)                     | Jim Powers (en)                               | Jack the Zipper Blacklight Beauty (Pulse Pictures)                      | Non décerné                                                                              |
| 2006  | Paul Thomas États-Unis The New Devil in Miss Jones (Vivid Entertainment Group)        | Joone États-Unis Pirates (Adam & Eve/Digital Playground)                                                      | Rocco Siffredi Italie Who Fucked Rocco? (Evil Angel)                             | Non décerné                                   | Michael Ninn Neo Pornographia (Ninn Worx/Pure Play)                     | Non décerné                                                                              |
| 2005  | Paul Thomas États-Unis The Masseuse (Vivid Entertainment Group)                       | David Stanley États-Unis Pretty Girl (Vivid Entertainement Group)                                             | Narcis Bosch Espagne Hot Rats (IFG/Smash Pictures)                               | Non décerné                                   | Jack the Zipper Stuntgirl (Clockwork Productions/Hustler)               | Non décerné                                                                              |
| 2004  | Paul Thomas États-Unis Heart of Darkness (Vivid Entertainment Group)                  | Michael Raven États-Unis Beautiful (Wicked Pictures)                                                          | Gazzman The Scottish Loveknot (Private)                                          | Non décerné                                   | Laurent Sky Fetish: The Dreamscape (Ninnworx/Pure Play)                 | Non décerné                                                                              |
| 2003  | John Stagliano États-Unis The Fashionistas (Evil Angel)                               | Michael Raven États-Unis Breathless (Wicked Pictures) et Rocco Siffredi Italie The Ass Collector (Evil Angel) | Antonio Adamo Private Gladiator (Private Media)                                  | Non décerné                                   | Jim Powers Perverted Stories 35 (JM Productions)                        | Non décerné                                                                              |
| 2002  | Paul Thomas États-Unis Fade to Black (Vivid Entertainment Group)                      | Brad Armstrong Canada Euphoria (Wicked Pictures)                                                              | Kovi Hongrie The Splendor of Hell (Pirate Video Deluxe)                          | Non décerné                                   | Non décerné                                                             | Non décerné                                                                              |
| 2001  | James Avalon États-Unis Les Vampyres (Cal Vista Film/Metro)                           | Nic Andrews États-Unis Dark Angels (New Sensations)                                                           | Tanya Hyde Royaume-Uni Hell, Whores and High Heels (Pirate/Private USA)          | Non décerné                                   | Non décerné                                                             | Non décerné                                                                              |
| 2000  | Ren Savant États-Unis Seven Deadly Sins (Vivid Film)                                  | Jonathan Morgan États-Unis Double Feature! (Wicked Pictures)                                                  | Anita Rinaldi Hongrie Return to Planet Sexxx (Skin Flix)                         | Non décerné                                   | Non décerné                                                             | Non décerné                                                                              |
| 1999  | Nic Cramer Suède Looker (Pleasure Limited Edition)                                    | John Leslie États-Unis The Lecher 2 (John Leslie Productions/Evil Angel)                                      | Non décerné                                                                      | Non décerné                                   | Non décerné                                                             | Non décerné                                                                              |
| 1998  | Nic Cramer Suède Operation Sex Siege (Private USA)                                    | Robert Black États-Unis Miscreants (Extreme/Elegant Angel)                                                    | Non décerné                                                                      | Non décerné                                   | Non décerné                                                             | Non décerné                                                                              |
| 1997  | Paul Thomas États-Unis Bobby Sox (Vivid Film)                                         | Michael Ninn États-Unis Shock (VCA Platinum Plus)                                                             | Non décerné                                                                      | Non décerné                                   | Non décerné                                                             | Non décerné                                                                              |
| 1996  | Michael Zen États-Unis Blue Movie (Wicked Pictures)                                   | Michael Ninn États-Unis Latex (VCA Platinum Plus)                                                             | Non décerné                                                                      | Non décerné                                   | Non décerné                                                             | Non décerné                                                                              |
| 1995  | John Leslie États-Unis Dog Walker (John Leslie Productions)                           | John Leslie États-Unis Bad Habits (VCA Platinum)                                                              | Non décerné                                                                      | Non décerné                                   | Non décerné                                                             | Non décerné                                                                              |
| 1994  | Paul Thomas États-Unis Justine (Cal Vista Film)                                       | Jim Enright (en) États-Unis Haunted Nights (Wicked Pictures)                                                  | Non décerné                                                                      | Non décerné                                   | Non décerné                                                             | Non décerné                                                                              |
| 1993  | John Stagliano États-Unis Face Dance, Parts I & II (Evil Angel)                       | Alex de Renzy États-Unis Two Women (Rosebud/V.I.P.) Anthony Spinelli États-Unis The Party (CDi)               | Non décerné                                                                      | Non décerné                                   | Non décerné                                                             | Non décerné                                                                              |
| 1992  | John Stagliano États-Unis Wild Goose Chase (Evil Angel)                               | Scotty Fox États-Unis The Cockateer (Legend Video)                                                            | Non décerné                                                                      | Non décerné                                   | Non décerné                                                             | Non décerné                                                                              |
| 1991  | Andrew Blake États-Unis House of Dreams (Caballero Home Video)                        | Paul Thomas États-Unis Beauty & the Beast 2 (VCA Platinum)                                                    | Non décerné                                                                      | Non décerné                                   | Non décerné                                                             | Non décerné                                                                              |
| 1990  | Henri Pachard États-Unis The Nicole Stanton Story, Parts 1 & 2 (Caballero Home Video) | Jean-Pierre Ferrand et Peter Davy Voodoo Lust (Pleasure Productions)                                          | Non décerné                                                                      | Non décerné                                   | Non décerné                                                             | Non décerné                                                                              |
| 1989  | Alex de Renzy États-Unis Pretty Peaches 2 (VCA Pictures)                              | John Leslie États-Unis Catwoman (VCA Pictures)                                                                | Non décerné                                                                      | Non décerné                                   | Non décerné                                                             | Non décerné                                                                              |
| 1988  | Richard Pacheco États-Unis Careful, He May be Watching (Caballero Home Video)         | Henri Pachard États-Unis Talk Dirty to Me, Part V (Dreamland Home Video)                                      | Non décerné                                                                      | Non décerné                                   | Non décerné                                                             | Non décerné                                                                              |
| 1987  | Cecil Howard États-Unis Star Angel (Command Video)                                    | Jerome Tanner États-Unis Club Exotica (Western Visuals)                                                       | Non décerné                                                                      | Non décerné                                   | Non décerné                                                             | Non décerné                                                                              |
| 1986  | Cecil Howard États-Unis Snake Eyes (Command Video)                                    | Paul Vatelli États-Unis Erotic Zones II (Caballero Home Video)                                                | Non décerné                                                                      | Non décerné                                   | Non décerné                                                             | Non décerné                                                                              |
| 1985  | Anthony Spinelli États-Unis Dixie Ray, Hollywood Star (Caballero Home Video)          | Henri Pachard États-Unis Long Hard Nights (Essex Video)                                                       | Non décerné                                                                      | Non décerné                                   | Non décerné                                                             | Non décerné                                                                              |
| 1984  | Cecil Howard États-Unis Scoundrels (Command Video)                                    | Cecil Howard États-Unis Scoundrels (Command Video)                                                            | Non décerné                                                                      | Non décerné                                   | Non décerné                                                             | Non décerné                                                                              |
| Année | Meilleur réalisateur - Film                                                           | Meilleur réalisateur - Vidéo                                                                                  | Meilleur réalisateur - Film scénarisé étranger                                   | Réalisateur de l'année                        | Meilleur réalisateur - Film non scénarisé                               | Meilleur réalisateur - Film non scénarisé étranger                                       |

### Principales récompenses décernées aux films
| Année | Film de l'année (Movie of the Year)                      | Meilleure parodie (Best Parody)                              | Meilleur drame (Best Drama)                        | Meilleure comédie (Best Comedy)                        | Meilleur film centré sur une star (Best Star Showcase) |
| ----- | -------------------------------------------------------- | ------------------------------------------------------------ | -------------------------------------------------- | ------------------------------------------------------ | ------------------------------------------------------ |
| 2019  | The Possession of Mrs. Hyde (Wicked Pictures)            | Deadpool XXX: An Axel Braun Parody (Wicked Comix)            | After Dark (Vixen/Jules Jordan                     | Love in the Digital Age (New Sensations Romance) )     | I Am Angela (Evil Angel Films)                         |
| 2018  | Half His Age: A Teenage Tragedy (Pure Taboo/Pulse)       | Justice League XXX: An Axel Braun Parody (Axel Braun/Wicked) | Half His Age: A Teenage Tragedy (Pure Taboo/Pulse) | Jews Love Black Cock (Burning Angel/Exile)             | Angela 3 (AGW/Girlfriends)                             |
| 2017  | Suicide Squad XXX: An Axel Braun Parody (Wicked Comix)   | Suicide Squad XXX: An Axel Braun Parody (Wicked Comix)       | The Preacher's Daughter (Wicked Pictures)          | Cindy Queen of Hell (Burning Angel/Exile)              | Abella (Hard X/O.L. Entertainment)                     |
| 2016  | Peter Pan XXX: An Axel Braun Parody (Wicked Fairy Tales) | Peter Pan XXX: An Axel Braun Parody (Wicked Fairy Tales)     | Wanted (Wicked/Adam & Eve)                         | Love, Sex & TV News (Adam & Eve Pictures)              | Being Riley (Tushy/Jules Jordan)                       |
| 2015  | 24 XXX: An Axel Braun Parody (Wicked Pictures)           | 24 XXX: An Axel Braun Parody (Wicked Pictures)               | Aftermath (Wicked Pictures)                        | Bikini Babes Are Shark Baits (Burning Angel/Mile High) | V for Vicki (Jonni Darkko/Evil Angel)                  |

| Année | Film de l'année (Movie of the Year)                 | Meilleure parodie comique (Best Parody - Comedy)                  | Meilleure parodie dramatique (Best Parody - Drama)           | Meilleur film scénarisé (Best Feature)              | Meilleure comédie (Best Comedy)      | Meilleur film centré sur une star (Best Star Showcase) |
| ----- | --------------------------------------------------- | ----------------------------------------------------------------- | ------------------------------------------------------------ | --------------------------------------------------- | ------------------------------------ | ------------------------------------------------------ |
| 2014  | Underworld (Wicked Pictures)                        | Grease XXX (Adam & Eve Pictures)                                  | Man of Steel XXX (VividXXXSuperheroes)                       | Underworld (Wicked Pictures)                        | Band Sluts (Burning Angel/Vouyer)    | Anikka (Hard X/O.L. Entertainment)                     |
| 2013  | Wasteland (Elegant Angel Productions)               | Star Wars XXX: A Porn Parody (Axel Braun/Vivid)                   | Spartacus MMXII: The Beginning (London Gunn/Miko Lee/Wicked) | Wasteland (Elegant Angel Productions)               | Nurses 2 (Digital Playground)        | Asa Akira to the Limit (Jules Jordan Video)            |
| 2012  | Portrait of a Call Girl (Elegant Angel Productions) | The Rocki Whore Picture Show: A Hardcore Parody (Wicked Pictures) | Spider-Man XXX: A Porn Parody (Vivid Entertainement Group)   | Portrait of a Call Girl (Elegant Angel Productions) | Grindhouse XXX (Adam & Eve Pictures) | Non décerné                                            |
| 2011  | Non décerné                                         | Batman XXX: A Porn Parody (Axel Braun/Vivid)                      | BatfXXX: Dark Night (Bluebird Films)                         | Speed (Wicked Pictures)                             | Couples Camp (Wicked Pictures)       | Non décerné                                            |

| Année | Film de l'année (Movie of the Year) | Meilleure parodie (Best Parody)                                                                    | Meilleur film scénarisé (Best Feature) | Meilleure comédie (Best Comedy)       | Meilleur film centré sur une star (Best Star Showcase) |
| ----- | ----------------------------------- | -------------------------------------------------------------------------------------------------- | -------------------------------------- | ------------------------------------- | ------------------------------------------------------ |
| 2010  | Non décerné                         | The Sex Files: A Dark XXX Parody (Revolution X/Digital Sin) et Not the Cosbys XXX (X-Play/Huslter) | The 8th Day (Adam & Eve Pictures)      | Flight Attendants (X-Play/Adam & Eve) | Non décerné                                            |

| Année | Film de l'année (Movie of the Year) | Meilleure parodie (Best Parody) | Meilleur film (Best Film)                                | Meilleure vidéo (Best Video)                            | Meilleure comédie (Best Comedy)                                            | Meilleur film centré sur une star (Best Star Showcase) |
| ----- | ----------------------------------- | ------------------------------- | -------------------------------------------------------- | ------------------------------------------------------- | -------------------------------------------------------------------------- | ------------------------------------------------------ |
| 2009  | Non décerné                         | Non décerné                     | Pirates II: Stagnetti’s Revenge                          | Cry Wolf                                                | Not Bewitched XXX (X-Play/Adam & Eve)                                      | Non décerné                                            |
| 2008  | Non décerné                         | Non décerné                     | Upload (SexZ Pictures)                                   | Layout (Vivid Entertainement Group)                     | Operation Desert Stormy (Wicked Pictures)                                  | Non décerné                                            |
| 2007  | Non décerné                         | Non décerné                     | Corruption (SexZ Pictures)                               | Manhunters (Wicked Pictures)                            | Joanna’s Angels 2: Alt Throttle (Burning Angel Entertainment/VCA Pictures) | Non décerné                                            |
| 2006  | Non décerné                         | Non décerné                     | Pirates (Digital Playground/Adam & Eve)                  | The New Devil in Miss Jones (Vivid Entertainment Group) | Camp Cuddly Pines Powertool Massacre (Wicked Pictures)                     | Non décerné                                            |
| 2005  | Non décerné                         | Non décerné                     | Bella Loves Jenna (Club Jenna/Vivid Entertainment Group) | The Masseuse (Vivid Entertainment Group)                | Misty Beethoven: The Musical (VCA Pictures)                                | Non décerné                                            |
| 2004  | Non décerné                         | Non décerné                     | Beautiful (Wicked Pictures) et Rawhide (Adam & Eve)      | Heart of darkness (Vivid Video)                         | Space Nuts (Wicked Pictures)                                               | Non décerné                                            |
| 2003  | Non décerné                         | Non décerné                     | The Ass Collector (Rocco Siffredi/Evil Angel)            | The Fashionistas (Evil Angel)                           | Kung-Fu Girls (Kick Ass Pictures/Hustler)                                  | Non décerné                                            |
| 2002  | Non décerné                         | Non décerné                     | Fade to Black (Vivid Entertainment Group)                | Euphoria (Wicked Pictures)                              | Double Feature! (Wicked Pictures)                                          | Non décerné                                            |
| 2001  | Non décerné                         | Non décerné                     | Watchers (New Sensations)                                | Dark Angels (New Sensations)                            | M Caught In the Act (Wicked Pictures)                                      | Non décerné                                            |
| 2000  | Non décerné                         | Non décerné                     | Seven Deadly Sins (Vivid Film)                           | Dark Garden (VCA Platinum Plus)                         | The Houston 620 (Metro Home Video)                                         | Non décerné                                            |
| 1999  | Non décerné                         | Non décerné                     | Looker (Pleasure Limited Edition)                        | Cafe Flesh 2 (VCA Platinum Plus)                        | The Pornographer (Extreme Associates)                                      | Non décerné                                            |
| 1998  | Non décerné                         | Non décerné                     | Bad wives (Vivid Film)                                   | Buda (Evil Angel Productions)                           | Cellar Dweller 2 (Extreme Video/Elegant Angel)                             | Non décerné                                            |
| 1997  | Non décerné                         | Non décerné                     | Bobby Sox (Vivid Film)                                   | Shock (VCA Platinum Plus)                               | The Show (Vivid Film)                                                      | Non décerné                                            |
| 1996  | Non décerné                         | Non décerné                     | Blue Movie (Wicked Pictures)                             | Latex (VCA Platinum Plus)                               | Risqué Burlesque (Intropics Video)                                         | Non décerné                                            |
| 1995  | Non décerné                         | Non décerné                     | Sex (VCA Platinum)                                       | Shame (Vivid Visuals)                                   | Non décerné                                                                | Non décerné                                            |
| 1994  | Non décerné                         | Non décerné                     | Justine (Cal Vista Film)                                 | Haunted Nights (Wicked Pictures)                        | Non décerné                                                                | Non décerné                                            |
| 1993  | Non décerné                         | Non décerné                     | Face Dance, Parts 1 & 2 (Evil Angel)                     | The Party (Pepper Productions)                          | Non décerné                                                                | Non décerné                                            |
| 1992  | Non décerné                         | Non décerné                     | On Trial (Vivid Video) et Wild Goose Chase (Evil Angel)  | Curse of the Catwoman (VCA Platinum)                    | Non décerné                                                                | Non décerné                                            |
| 1991  | Non décerné                         | Non décerné                     | House of Dreams (Caballero Home Video)                   | Beauty and the Beast 2 (VCA Platinum)                   | Non décerné                                                                | Non décerné                                            |
| 1990  | Non décerné                         | Non décerné                     | Night Trips (Caballero Home Video)                       | Mad Love (VCA Pictures)                                 | Non décerné                                                                | Non décerné                                            |
| 1989  | Non décerné                         | Non décerné                     | Pretty Peaches 2 (VCA Pictures)                          | The Catwoman (VCA Pictures)                             | Non décerné                                                                | Non décerné                                            |
| 1988  | Non décerné                         | Non décerné                     | Careful, He May Be Watching (Caballero Home Video)       | Romeo and Juliet (Western Visuals)                      | Non décerné                                                                | Non décerné                                            |
| 1987  | Non décerné                         | Non décerné                     | The Devil in Miss Jones III (VCA Pictures)               | Blame It on Ginger (Vivid Video)                        | Non décerné                                                                | Non décerné                                            |
| 1986  | Non décerné                         | Non décerné                     | Raw Talent (VCA Pictures)                                | Dangerous Stuff (Command Video)                         | Non décerné                                                                | Non décerné                                            |
| 1985  | Non décerné                         | Non décerné                     | Talk Dirty To Me, Part III (Dreamland Home Video)        | Long Hard Night (Essex Video)                           | Non décerné                                                                | Non décerné                                            |
| 1984  | Non décerné                         | Non décerné                     | Scoundrels (Command Video)                               | Blue Voodoo (Vidco)                                     | Non décerné                                                                | Non décerné                                            |
| Année | Film de l'année                     | Meilleure parodie               | Meilleur film                                            | Meilleure vidéo                                         | Meilleure comédie                                                          | Meilleur film centré sur une star                      |

### Autres récompenses décernées aux films

#### Meilleur film «lesbiennes» (Best All-Girl Movie)
- 2019 : Angela Loves Women 4 (AGW/Girlfriends)
- 2018 : Angela Loves Women 3 (AGW/Girlfriends)
- 2017 : Missing: A Lesbian Crime Story (Girlsway/Girlfriends)
- 2016 : Angela Loves Women (AGW/Girlfriends)
- 2015 : Alexis & Asa (Adam & Eve Pictures) et Women Seeking Women 100 (Girlfriends Films)
- 2014 : Meow! 3 (Jennaration X/Jules Jordan)
- 2013 : Dani (Elegant Angel Productions)
- 2012 : Cherry 2 (Jewelbox/Digital Playground)
- 2011 : Meow! (Jennaration X/Jules Jordan)
- 2010 : Evil Pink 4 (Belladonna/Evil Angel)
- 2009 : Girlvana 4 (Zero Tolerance Entertainment)
- 2008 : Girlvana 3 (Zero Tolerance Entertainment)
- 2007 : Belladonna: No Warning (Belladonna/Evil Angel)
- 2006 : Belladonna’s Fucking Girls (Belladonna Entertainment/Evil Angel)
- 2005 : The Connasseur (Belladonna Entertainment/Evil Angel)
- 2004 : Babes Illustrated 13 (Cal Vista/Metro)
- 2003 : The Violation of Aurora Snow (JM Productions)
- 2002 : The Violation of Kate Frost (JM Productions)
- 2001 : Hard Love/How to Fuck in High Heels (S.I.R. Productions)
- 2000 : The 4 Finger Club 2 (New Sensations)
- 1999 : Welcome To The Cathouse (Elegant Angel Productions)
- 1998 : Diva 4 (VCA Platinum Plus)
- 1997 : The Violation of Missy (J.M. Productions)
- 1996 : Buttslammers 10 (Bruce Seven Productions)
- 1995 : Creme de Femme (4-Play Video)
- 1994 : Buttslammers (Bruce Seven Productions)
- 1993 : Kittens III (Coast To Coast Video)
- 1992 : Buttwoman (Elegant Angel Productions)
- 1991 : Ghost Lusters (Elegant Angel Productions)
- 1990 : Where the Boys Aren't (Vivid Video)

#### Meilleure série «lesbiennes» (Best All-Girl Series)
- 2019 : Women Seeking Women (Girlfriends Films)
- 2018 : Women Seeking Women (Girlfriends Films)
- 2017 : Women Seeking Women (Girlfriends Films)
- 2016 : Women Seeking Women (Girlfriends Films)
- 2015 : Girls Kissing Girls (Sweetheart/Mile High)
- 2014 : Belladonna: No Warning (Belladonna/Evil Angel)
- 2013 : Women Seeking Women (Girlfriends Films)
- 2012 : Women Seeking Women (Girlfriends Films)
- 2011 : Women Seeking Women (Girlfriends Films)
- 2010 : Women Seeking Women (Girlfriends Films)
- 2009 : Women Seeking Women (Girlfriends Films)
- 2008 : Women Seeking Women (Girlfriends Films)
- 2007 : Erocktavision (Dana Dane Productions/Pulse)
- 2006 : Cousin Stevie’s Pussy Party (CSI/Pure Play)
- 2005 : The Violation of… (JM Productions)
- 2004 : No Man’s Land (Video Team)
- 2003 : The Violation of… (JM Productions)
- 2002 : The Violation of… (JM Productions)
- 2001 : The Violation of… (JM Productions)
- 2000 : The Violation of… (JM Productions)

#### Meilleure série «ethnique/interracial» (Best Ethnic/Interracial Series)
- 2019 : My First Interracial (Blacked/Jules Jordan)
- 2018 : Black & White (Blacked/Jules Jordan)
- 2017 : Black & White (Blacked/Jules Jordan)
- 2016 : My First Interracial (Blacked/Jules Jordan)
- 2015 : Lex Turns Evil (Lexington Steele/Evil Angel)

#### Titre le plus audacieux (Clever Title of the Year)
- 2019 : Hamiltoe (Wood Rocket/Pornhub Premium)
- 2018 : Black Loads Matter (Dogfart/Pulse)
- 2017 : Aunts in My Pants (Forbidden Fruits/Exile)
- 2016 : That Rapper Destroyed My Crapper (Lethal Hardcore/Pulse)
- 2015 : 12 Inches a Slave (Hot Mess/Exile)
- 2014 : Cirque du Hole-A (Seymore Butts/Pure Play)
- 2013 : Does This Dick Make My Ass Look Big? (Vouyer Media)
- 2012 : Beggin' for a Peggin' (Reality Blue/Vouyer)
- 2011 : The Devil Wears Nada (Danni.com)
- 2010 : Who's Nailin' Paylin? (Hustler video)
- 2009 : Strollin in the Colon (Hustler Video)

### Films étrangers

#### Meilleur film scénarisé étranger (Best Foreign Feature)
- 2019 : A 40 Year Old Widow (Marc Dorcel/Wicked)
- 2018 : Bulldogs (Digital Playground/Pulse)
- 2017 : Sherlock: A XXX Parody (Digital Playground/Pulse)
- 2016 : The Doctor (Brazzers/Pulse)
- 2015 : Anissa Kate the Widow (Marc Dorcel/Wicked)
- 2014 : The Ingenuous (Marc Dorcel/Wicked)
- 2013 : Ass Trapped Undercover (Magik View/Private/Pure Play)
- 2012 : Mission Asspossible (Magik View/Private/Pure Play)
- 2011 : Alice: A Fairy Love Tale (Bluebird Films)
- 2010 : Billionaire (Private/Pure Play)
- 2009 : Jason Colt – The Mystery of the Sexy Diamonds
- 2008 : Furious Fuckers: Final Race (Evil Angel/Rocco Siffredi)
- 2007 : Porn Wars: Episode I (Private USA/Pure Play Media)
- 2006 : Robinson Crusoe on Sin Island (Private USA/Pure Play)
- 2005 : Hot Rats (IFG/Smash Pictures)
- 2004 : The Scottish Loveknot (Private North America)
- 2003 : The Private Gladiator (Private Media)
- 2002 : Christoph’s Beautiful Girls (Clark/Euro Angel)
- 2001 : Rocco: Animal Trainer 3 (Rocco Siffredi/Evil Angel)
- 2000 : Amanda’s Diary 2 (Private USA)
- 1999 : Tatiana 1, 2 & 3 (Private USA)
- 1998 : The Fugitive 1 & 2 (Private USA)
- 1997 : 'The Pyramid, Parts 1, 2 & 3 (Private USA)
- 1996 : The Tower, Parts 1, 2 & 3 (Private Video/OGV)
- 1995 : Virgin Treasures 1 & 2 (Private Video/OGV)
- 1994 : Private Video Magazine 1 (Private Video/OGV)
- 1993 : Non décerné
- 1992 : Non décerné
- 1991 : Non décerné
- 1990 : Non décerné
- 1989 : The Devil in Mr. Holmes (Paradise Visuals)
- 1988 : Forbidden Pleasures (VCA Pictures)
- 1987 : The Comeback of Marilyn (VCA Pictures)
- 1986 : Programmed for Pleasure (Vidco)
- 1985 : The Arrangement (Cal Vista Video)
- 1984 : Grand Ecstasy (Xana Home Video)

### Spécialités et fétichisme

#### Meilleur film BDSM (Best BDSM Release)
- 2019 : Hotwife Bound 3 (New Sensations Tales From the Edge)
- 2018 : Cybill Troy Is Vicious (Severe Sex/Exile)
- 2017 : Deception: A XXX Thriller (Kink.com/Jules Jordan)
- 2016 : The Submission of Emma Marx: Boundaries (New Sensations Erotic Stories)
- 2015 : Brandy Aniston is Fucked (Deviant/Metro)
- 2014 : The Submission of Emma Marx (New Sensations Erotic Stories)
- 2013 : Rubber Bordello (Snakeoil/Bon-Vue/Juicy)
- 2012 : Disciplined (Anastasia Pierce/Pulse)
- 2011 : Bondage Wonderland (Anastasia Pierce/Pulse)
- 2010 : Ivy Manor Slaves 3: The Dream Team (GwenMedia/Pulse)
- 2009 : House of Sex and Domination (Private/Pure Play)
- 2008 : Bondage Thoughts
- 2007 : My New Girlfriend (PRV Productions/Bon Vue)
- 2006 : Jenna Loves Pain (Club Jenna/Vivid)
- 2005 : Nina Hartley’s Private Sessions 13 (Bizarre Video)
- 2004 : Debbie Does Fem-Dom 3 (Redboard Video)
- 2003 : Ivy Manor 5 (GwenMedia/Bizarre)
- 2002 : Virgin Kink 19
- 2001 : Humiliation of Heidi (B&D Pleasures)
- 2000 : Rough Sex 1 (Anabolic Video)
- 1999 : Uncut (RedBoard Video)
- 1998 : Kym Wilde’s On the Edge 40 (RedBoard Video)
- 1997 : Kym Wilde’s On the Edge 33 (RedBoard Video)
- 1996 : Kym Wilde’s On the Edge 23 (RedBoard Video)
- 1995 : Strictly for Pleasure (Twist Productions)
- 1994 : Kym Wilde’s Ocean View (Bon-Vue Video)
- 1993 : Ona Zee’s Learning the Ropes 1-3 (Ona Zee Productions)
- 1992 : Forbidden Fantasies (B&D Pleasures)
- 1991 : House of Dark Dreams I & II (Bruce Seven Productions)
- 1990 : Wild Thing (B&D Pleasures)
- 1989 : Loose Ends IV (4-Play Video)
- 1988 : Loose Ends III (4-Play Video)
- 1987 : Caught from Behind V (Hollywood Video)

#### Meilleur film «MILF» (Best MILF Movie)
- 2019 : MILF Performers of the Year 2018 (Elegant Angel Productions)
- 2018 : MILF Performers of the Year (Elegant Angel Productions)
- 2017 : Dirty Rotten Mother Fuckers 10 (Jules Jordan Video)
- 2016 : MILF Performers of the Year 2015 (Elegant Angel Productions)
- 2015 : Dirty Rotten Mother Fuckers 7 (Jules Jordan Video)
- 2014 : MILF Revolution (Lisa Ann/Jules Jordan)
- 2013 : It’s a Mommy Thing! 6 (Elegant Angel Productions)
- 2012 : Seasoned Players 16 (Tom Byron/Evolution)
- 2011 : Dirty Rotten Mother Fuckers 4 (Chris Streams/Jules Jordan)
- 2010 : It's a Mommy Thing! 4 (Elegant Angel Productions)
- 2009 : The Cougar Club (Third Degree Films)
- 2008 : It’s a Mommy Thing!
- 2007 : Cheating Housewives 3 (Smash Pictures)
- 2006 : MILF Seeker (Pink Visual Productions)

### Récompenses concernant des scènes

#### Meilleure scène de séduction ou de masturbation (Best Solo/Tease Performance)
Prix résultant de la fusion de deux récompenses antérieures : Best Tease Performance et Best Solo Sex Scene.
- 2019 : Kissa Sins pour The Corruption of Kissa Sins (Jules Jordan Video)
- 2018 : Angela White pour Angela 3 (AGW/Girlfriends)
- 2017 : Asa Akira pour Asa Goes to Hell (Wicked Pictures)
- 2016 : Abigail Mac pour Black & White 4 (Blacked/Jules Jordan)
- 2015 : Anikka Albrite, Dani Daniels et Karlie Montana pour Anikka2 (Hard X/O.L.Entertainment)

#### Meilleure scène de séduction (Best Tease Performance)
- 2014 : Anikka Albrite pour Anikka (Hard X/O.L.Entertainment)
- 2013 : Remy LaCroix et Lexi Belle pour Remy (Elegant Angel Productions)
- 2012 : Asa Akira pour Asa Akira Is Insatiable 2 (Elegant Angel Productions)
- 2011 : Eva Angelina et Alexis Texas pour Car Wash Girls (Elegant Angel Productions)
- 2010 : Tori Black pour Tori Black Is Pretty Filthy (Elegant Angel Productions)
- 2009 : Jenna Haze pour Pretty as They Cum (Chris Streams/Jules Jordan)
- 2008 : Brianna Love pour Brianna Love: Her Fine Sexy Self (John Leslie/Evil Angel)
- 2007 : Amy Reid pour My Plaything: Amy Reid (Digital Sin)
- 2006 : Katsuni pour Ass Worship 7 (Jules Jordan/Evil Angel)
- 2005 : Vicky Vette pour Metropolis (Nectar Entertainement)
- 2004 : Michelle Wild pour Crack Her Jack (John Leslie/Evil Angel)
- 2003 : Belladonna pour The Fashionistas (Evil Angel)
- 2002 : Tera Patrick pour Island Fever (Digital Playground)
- 2001 : Jessica Drake pour Shayla's Web (VCA Platinum Plus)
- 2000 : Dahlia Grey pour Playthings (Studio A Entertainment)
- 1999 : Ava Lustra pour Leg Sex Dream (Big Top Video)
- 1998 : Silvia Saint pour Fresh Meat 4 (John Leslie Productions/Evil Angel)
- 1997 : Janine Extreme Close-Up (Vivid Film)
- 1996 : Christy Canyon Comeback (Vivid Film)
- 1995 : Christina Angel pour Dog Walker (John Leslie Productions)
- 1994 : Tianna pour Justine (Cal Vista Film)
- 1993 : Racquel Darrian pour Bonnie & Clyde (Vivid Video)
- 1992 : Tianna pour Indian Summer (Vivid Video)
- 1991 : Chantelle pour Bend Over Babes (Evil Angel)
- 1990 : Tracey Adams pour Adventures of Buttman (Evil Angel)

#### Meilleure scène de masturbation (Best Solo Sex Scene)
- 2014 : Maddy O'Reilly – Not The Wizard of Oz XXX (X-Play/Pulse)
- 2013 : Joanna Angel – Joanna Angel: Filthy Whore (BurningAngel/Vouyer)
- 2012 : Asa Akira – Superstar Showdown 2: Asa Akira vs. Kristina Rose (Reality Blue/Vouyer)
- 2011 : Joanna Angel – Rebel Girl (BurningAngel/Vouyer)
- 2010 : Teagan Presley – Not The Bradys XXX: Marcia, Marcia, Marcia! (X-Play/LFP)
- 2009 : Teagan Presley – Not Bewitched XXX (X-Play/Adam & Eve)
- 2008 : Eva Angelina – Upload
- 2007 : Alana Evans – Corruption (Sex Z Pictures)
- 2006 : Katja Kassin – Anal Showdown (Darkko Productions/Evil Angel)
- 2005 : Penny Flame – Repo Girl (Digital Playground)
- 2004 : Brooke Ballentyne – Screaming Orgasms 11 (New Sensations)
- 2003 : Jenna Haze – Big Bottom Sadie (Elegant Angel)
- 2002 : Kimberly Chambers – Edge Play (VCA Pictures)
- 2001 : Devinn Lane – In Style
- 2000 : Chloe – Chloe’s What Makes You Cum? (VCA Xplicit)

#### Meilleure scène de sexe entre deux femmes (Best Girl/Girl Sex Scene)
- 2019 : Abigail Mac et Kissa Sins pour Abigail (Tushy/Jules Jordan)
- 2018 : Katrina Jade et Kissa Sins pour I Am Katrina (Evil Angel)
- 2017 : Reena Sky et Riley Reid pour Missing: A Lesbian Crime Story (Girlsway/Girlfriends)
- 2016 : Aidra Fox et Riley Reid pour Being Riley (Tushy/Jules Jordan)
- 2015 : Gabriela Paltrova et Remy LaCroix pour Gabi Gets Girls (Belladonna/Evil Angel)
- 2014 : Remy LaCroix et Riley Reid pour Girl Fever (New Sensations)
- 2013 : Dani Daniels et Sinn Sage pour Dani Daniels: Dare (Elegant Angel Productions)
- 2012 : Belladonna et Dana DeArmond pour Belladonna: Sexual Explorer (Belladonna/Evil Angel)
- 2011 : Jenna Haze et Monique Alexander pour Meow! (Jenna Haze/Jules Jordan)
- 2010 : Tori Black et Lexi Belle pour Field of Schemes 5 (Girlfriends Films)
- 2009 : Jesse Jane et Belladonna pour Pirates II: Stagnetti's Revenge (Digital Playground)

#### Meilleure scène de sexe de groupe entre femmes (Best All-Girl Group Sex Scene)
Entre 2009 et 2011, une distinction est faite entre les scènes comportant trois femmes et celles dans lesquelles en apparaissent au moins quatre et deux prix sont attribuées sous les intitulés : Best All-Girl Three-Way Sex Scene et Best All-Girl Group Sex Scene.
- 2019 : Ivy Wolfe, Eliza Jane et Jenna Sativa pour A Flapper Girl Story (Girlsway.com)
- 2018 : Adria Rae, Elsa Jean et Melissa Moore pour Best New Starlet 2017 (Elegant Angel Productions)
- 2017 : Alix Lynx, Celeste Star et Serena Blair pour AI: Artificial Intelligence (Girlsway/Girlfriends)
- 2016 : Alexis Texas, Angela White et Anikka Albrite pour Angela 2 (AGW/Gilrfriends)
- 2015 : Anikka Albrite, Dani Daniels et Karlie Montana pour Anikka 2 (Hard X/O.L. Entertainment)
- 2014 : Gracie Glam, Mia Malkova et Raven Rockette pour Meow! 3 (Jennaration X/Jules Jordan)
- 2013 : Brooklyn Lee, Ruth Medina et Samantha Bentley pour Brooklyn Lee: Nymphomaniac (Harmony Films)
- 2012 : Missy Martinez, Zoey Holloway, Diamond Foxxx et Brooklyn Lee pour Cherry 2 (Jewelbox/Digital Playground)
- 2011 :
  - Trio : Alexis Texas, Kristina Rose et Asa Akira pour Buttwoman vs. Slutwoman (Elegant Angel Productions)
  - Groupe : Kayden Kross, Jesse Jane, Riley Steele, Katsuni et Raven Alexis pour Body Heat (Digital Playground)
- 2010 :
  - Trio : Tori Black, Bree Olson et Poppy Morgan pour The 8th Day (Adam & Eve Pictures)
  - Groupe : Eva Angelina, Teagan Presley, Sunny Leone et Alexis Texas pour Deviance (skinworXXX/Adam & Eve)
- 2009 :
  - Trio : Belladonna, Aiden Starr et Kimberly Kane pour Belladonna’s Girl Train (Belladonna/Evil Angel)
  - Groupe : Jesse Jane, Shay Jordan, Stoya, Adrianna Lynn, Brianna Love, Lexxi Tyler, Memphis Monroe, Sophia Santi et Priya Anjali Rai pour Cheerleaders (Digital Playground)

#### Meilleure scène de sexe entre filles - Film (Best All-Girl Sex Scene - Film)
- 2008 : Monique Alexander, Stefani Morgan et Faith Leon – Sex and Violins (Vivid Entertainment Group)
- 2007 : Jessica Drake, Katsuni, Felecia et Clara G – FUCK (Wicked Pictures)
- 2006 : Jenna Jameson et Savanna Samson – The New Devil in Miss Jones (Vivid Entertainment Group)
- 2005 : Jenna Jameson et Savanna Samson – The Masseuse (Vivid Entertainment Group)
- 2004 : Dru Berrymore et Teanna Kai – Snakeskin (Erotic Angel)
- 2003 : Belladonna et Taylor St. Clair – The Fashionistas (Evil Angel)
- 2002 : Le groupe de prisonnières dans Bad Wives 2 (Vivid Entertainment Group)
- 2001 : Ava Vincent et Syren – Les Vampyres (Cal Vista Film/Metro)
- 2000 : Janine et Julia Ann – Seven Deadly Sins (Vivid Entertainment Group)
- 1999 : Laura Palmer, Ruby, Charlie et Claudia – White Angel (Cal Vista Film/Metro)
- 1998 : Missy et Jenna Jameson – Satyr (Wicked Pictures)
- 1997 : Melissa Hill et Jill Kelly – Dreams of Desire (Ona Zee Productions)
- 1996 : Felecia, Jenteal et Misty Rain – Fantasy Chamber (Ultimate Video)
- 1995 : Celeste, Debi Diamond et Misty Rain – The Dinner Party (Ultimate Video)
- 1994 : Janine et Julia Ann – Hidden Obsessions (Ultimate Video)
- 1993 : Ashlyn Gere et Deidre Holland – Chameleons (VCA Platinum)

#### Meilleure scène de sexe entre filles - Vidéo (Best All-Girl Sex Scene - Video)
- 2008 : Lexxi Tyler, Sophia Santi, Angie Savage, Alektra Blue et Sammie Rhodes – Babysitters (Digital Playground)
- 2007 : Teagan Presley, Jesse Jane, Jana Cova et Sophia Santi – Island Fever 4 (Digital Playground)
- 2006 : Janine Lindemulder et Jesse Jane – Pirates (Adam & Eve Pictures/Digital Playground)
- 2005 : Audrey Hollander, Gia Paloma, Ashley Blue, Tyla Wynn, Brodi et Kelly Kline – The Violation of Audrey Hollander (JM Productions)
- 2004 : Jessica Darlin (es), Brandi Lyons (es), Lana Moore, Hollie Stevens, Flick Shagwell, Ashley Blue et Crystal Ray (es) dans The Violation of Jessica Darlin (JM Productions)
- 2003 : Autumn, Nikita Denise et Jenna Jameson – I Dream of Jenna (Club Jenna/Vivid Entertainment Group)
- 2002 : Chloe, Taylor St. Clair, Sindee Coxx et Felecia – Where The Girls Sweat 5 (Elegant Angel)
- 2001 : Sydnee Steele et Jewel De'Nyle – Dark Angels (New Sensations)
- 2000 : Alisha Klass et Chloe – Tampa Tushy Fest (Seymore Butts Home Movies)
- 1999 : Caressa Savage, Roxanne Hall et Charlie – Buttslammers 16 (Bruce Seven Productions/Evil Angel)
- 1998 : Jeanna Fine, P.J. Sparxx et Tricia Devereaux – Cellar Dwellers 2 (Extreme Video/Elegant Angel)
- 1997 : Missy, Misty Rain et Caressa Savage – Buttslammers the 13th (Bruce Seven Productions)
- 1996 : Traci Allen, Careena Collins, Felecia, Jill Kelly et Misty Rain – Takin' It to the Limit 6 (Bruce Seven Productions)
- 1995 : Felecia, Bionca et Debi Diamond – Buttslammers 4 (Bruce Seven Productions)
- 1994 : L'orgie à la lampe de poche dans Buttslammers 2 (Bruce Seven Productions)
- 1992 : Misty McCaine et Carrie Jones – American Buttman in London (Evil Angel Productions)
- 1991 : Victoria Paris et Sabrina Dawn – The New Barbarians (VCA Platinum)
- 1990 : Barbara Dare et April West – True Love (Vivid Entertainment Group)

#### Meilleure scène de sexe anal (Best Anal Sex Scene)
Jusqu'en 2008, une distinction est faite entre support film et support vidéo et deux prix sont attribués, sous les intitulés Best Anal Sex Scene - Film et Best Anal Sex Scene - Video.
- 2019 : Angela White et Rocco Siffredi pour I Am Angela (Evil Angel Films)
- 2018 : Lana Rhoades et Markus Dupree – Anal Savages 3 (Jules Jordan Video)
- 2017 : Megan Rain et Manuel Ferrara – Anal Models (Tushy/Jules Jordan)
- 2016 : Riley Reid et Mick Blue – Being Riley (Tushy/Jules Jordan)
- 2015 : Adriana Chechik et Manuel Ferrara – Internal Damnation 8 (Jules Jordan Video)
- 2014 : Anikka Albrite et Mick Blue – Anikka (Hard X/O.L. Entertainment)
- 2013 : Brooklyn Lee et Manuel Ferrara – Oil Overload 7 (Jules Jordan Video)
- 2012 : Asa Akira et Nacho Vidal – Asa Akira Is Insatiable 2 (Elegant Angel Productions)
- 2011 : Asa Akira et Manuel Ferrara – Asa Akira Is Insatiable (Elegant Angel Productions)
- 2010 : Sasha Grey et Erik Everhard – Anal Cavity Search 6 (Erik Everhard/Jules Jordan)
- 2009 : Sunny Lane et Manuel Ferrara – Big Wet Asses 13 (Elegant Angel Productions)
- 2008 :
  - Film : Chelsie Rae et Tyler Knight – The Craving (Wicked Pictures)
  - Vidéo : Bree Olson et Brandon Iron – Big Wet Asses 10 (Elegant Angel Productions)
- 2007 :
  - Film : Jada Fire, Sandra Romain et Brian Surewood – Manhunters (Wicked Pictures)
  - Vidéo : Amy Reid et Vince Vouyer – Breakin’ ‘Em In 9 (Vouyer Media)
- 2006 :
  - Film : Audrey Hollander et Otto Bauer – Sentenced (Vivid Entertainment Group)
  - Vidéo : Katsuni et Manuel Ferrara – Cumshitters (Red Light District)
- 2005 :
  - Film : non décerné
  - Vidéo : Katsuni et Lexington Steele – Lex Steele XXX 3 (Mercenary Pictures)
- 2004 :
  - Film : non décerné
  - Vidéo : Katsuni, Gissele et Michael Stefano – Multiple P.O.V. (Red Light District)
- 2003 :
  - Film : Kate Frost (es) et Rocco Siffredi – The Fashionistas (Evil Angel)
  - Vidéo : Jewel De'Nyle et Lexington Steele – Babes In Pornland: Interracial Babes (Puritan Video Productions)
- 2002 :
  - Film : Nicole Sheridan et Voodoo – Taboo 2001 (Metro Studios)
  - Vidéo : Janice et cinq hommes – Rocco: Animal Trainer 5 (Rocco Siffredi/Evil Angel)
- 2001 :
  - Film : Inari Vachs et Randy Spears – Facade (Vivid Entertainment Group)
  - Vidéo : Gang bang anal de Kristi Myst (en) – In The Days of Whore (Extreme Associates)
- 2000 :
  - Film : Chloe et Chris Cannon – Breaking Up (VCA Platinum Plus)
  - Vidéo : Anastasia Blue et Lexington Steele – Whack Attack 6 (Extreme Associates)
- 1999 :
  - Film : Chloe, Steve Hatcher et Tony Tedeschi – The Kiss (Vivid Film)
  - Vidéo : Sean Michaels, Samantha Stylle et Alisha Klass – Tushy Heaven (Seymore Butts Home Movies)
- 1998 :
  - Film : Steven St. Croix et Dyanna Lauren – Bad Wives (Vivid Film)
  - Vidéo : Careena Collins, Mark Davis et Sean Michaels – Butt Banged Naughty Nurses (Anabolic Video)
- 1997 :
  - Film : Lovette et les six squelettes dans Gregory Dark's Sex Freaks (DarkWorks/Evil Angel)
  - Vidéo : Laura Turner, Danielle Louise Kelson et Rocco Siffredi – Buttman's Bend Over Babes IV (Evil Angel Productions)
- 1996 :
  - Film : La scène de dilatation d'anus dans Marquis de Sade (In-X-Cess Productions)
  - Vidéo : Careena Collins et Jake Steed – Bottom Dweller 33 1/3 (Elegant Angel Productions)
- 1995 :
  - Vidéo : Sara, Jessica, Felipé et Rocco Siffredi – Bend Over Brazilian Babes 2 (Evil Angel Productions)
- 1994 :
  - Vidéo : Tiffany Mynx, Kitty Yung et Randy West – Sodomania 5 (Elegant Angel Productions)

#### Meilleure scène de double pénétration (Best Double Penetration Scene)
- 2019 : Abigail Mac, Jax Slayher & Prince Yahshua pour Abigail (Tushy/Jules Jordan)
- 2018 : Angela White, Markus Dupree et Mick Blue pour Angela 3 (AGW/Girlfriends)
- 2017 : Abella Danger, Markus Dupree et Mick Blue pour Abella (Hard X/O.L. Entertainment)
- 2016 : Riley Reid, Erik Everhard et James Deen pour Being Riley (Tushy/Jules Jordan)
- 2015 : Anikka Albrite, Erik Everhard et Mick Blue pour Anikka 2 (Hard X/O.L. Entertainment)
- 2014 : Skin Diamond, Marco Banderas et Prince Yashua pour Skin (Elegant Angel Productions)
- 2013 : Asa Akira, Ramón Nomar (en) et Mick Blue pour Asa Akira Is Insatiable 3 (Elegant Angel Productions)
- 2012 : Asa Akira, Mick Blue et Toni Ribas pour Asa Akira Is Insatiable 2 (Elegant Angel Productions)
- 2011 : Asa Akira, Toni Ribas et Erik Everhard pour Asa Akira Is Insatiable (Elegant Angel Productions)
- 2010 : Bobbi Starr, Mr. Marcus et Sean Michaels pour Bobbi Starr and Dana DeArmond’s Insatiable Voyage (Mike John/Jules Jordan)
- 2009 : Jessica Drake, Eric Masterson (en) et Brad Armstrong pour Fallen (Wicked Pictures)

#### Meilleure scène de sexe oral (Best Oral Sex Scene)
Jusqu'en 2008, une distinction est faite entre films et vidéos et deux prix sont attribués, sous les intitulés Best Oral Sex Scene - Film et Best Oral Sex Scene - Video.
- 2019 : Angela White, Robby Echo, Eddie Jaye, Eric John, Filthy Rich, Jason Moody, Anthony Gaultier, Steve Holmes et Michael Vegas pour Angela by Darkko (AGW/Darkko/Evil Angel)
- 2018 : Aidra Fox pour Facialized 4 (Hard X/O.L. Entertainment)
- 2017 : Adriana Chechik pour Adriana Chechik: The Ultimate Slut (Jonni Darkko/Evil Angel)
- 2016 : Angela White pour Angela 2 (AGW/Girlfriends)
- 2015 : Vicky Chase pour Let Me Suck You 6 (Elegant Angel Productions)
- 2014 : Skin Diamond pour Skin (scène 1) (Elegant Angel Productions)
- 2013 : Lexi Belle pour Massive Facials 4 (Elegant Angel Productions)
- 2012 : Brooklyn Lee et Juelz Ventura pour American Cocksucking Sluts (Mike Adriano/Evil Angel)
- 2011 : Tori Black pour Stripper Diaries (Zero Tolerance Entertainment)
- 2010 : Sasha Grey pour Throat: A Cautionary Tale (Vivid Entertainment Group)
- 2009 : Annette Schwarz pour Face Fucking Inc. 3 (Joey Silvera/Evil Angel)
- 2008 :
  - Film : Kylie Ireland pour Layout (Vivid Entertainment Group)
  - Vidéo : Sasha Grey pour Babysitters (Digital Playground)
- 2007 :
  - Film : Ice LaFox, Eric Masterson (en), Tommy Gunn, Marcos London et Mario Rossi pour FUCK (Wicked Pictures)
  - Vidéo : Jenna Haze, Scott Lyons, Arnold Schwartzenpecker (arz), Johnny Fender, Trent Sulari et Donny Long pour Jenna Haze Dark Side (Jules Jordan Video)
- 2006 :
  - Film : Alicia Alighatti, Hillary Scott et Randy Spears pour Dark Side (Red Light District)
  - Vidéo : Jassie, Kimberly Kane, Scott Lyons, Scott Nails et Kris Slater pour Squealer (Hustler Video)
- 2005 :
  - Film : Jessica Drake, Chris Cannon et Cheyne Collins pour The Collector (Wicked Pictures)
  - Vidéo : Ava Devine, Francesca Le, Guy DiSilva (en), Rod Fontana, Steven French, Scott Lyons, Mario Rossi et Arnold Schwartzenpecker (arz) pour Cum Swallowing Whores 2 (LéWood Productions/JM Productions)
- 2004 :
  - Film : Sunrise Adams et Randy Spears pour Heart of Darkness (Vivid Entertainment Group)
  - Vidéo : Nevaeh Ashton, Felicia Fox, Benjamin Brat, Jake Malone, Chris Mountain, Tony Sexton et Tyler Wood pour Heavy Handfuls 3 (Elegant Angel)
- 2003 :
  - Film : Belladonna et Rocco Siffredi pour The Fashionistas (Evil Angel)
  - Vidéo : Flick Shagwell et Gino Greco pour Lady Fellatio in the Doghouse (Elegant Angel)

#### Meilleure scène de sexe homme/femme (Best Boy/Girl Sex Scene)
Jusqu'en 2008, une distinction est faite entre films et vidéos et deux prix sont attribués, sous les intitulés Best Couples Sex Scene - Film et Best Couples Sex Scene - Video.
- 2019 : Avi Love et Ramon Nomar – The Possession of Mrs. Hyde (Wicked Pictures)
- 2018 : Angela White et Manuel Ferrara – Angela 3 (AGW/Girlfriends)
- 2017 : Kendra Sunderland et Mick Blue – Natural Beauties (Vixen/Jules Jordan)
- 2016 : Abigail Mac et Flash Brown – Black & White 4 (Blacked/Jules Jordan)
- 2015 : Aidra Fox et Ryan Madison – Jean Fucking (Kelly Madison/Juicy)
- 2014 : Riley Reid et Mandingo – Mandingo Massacre 6 (Jules Jordan Video)
- 2013 : Alexis Ford et Nacho Vidal – Alexis Ford Darkside (Jules Jordan Video)
- 2012 : Lexi Belle et Manuel Ferrara – The Bombshells 3 (Elegant Angel Productions)
- 2011 : Kristina Rose et Manuel Ferrara – Kristina Rose Is Slutwoman (Elegant Angel Productions)
- 2010 : Amy Reid et Ralph Long – 30 Rock: A XXX Parody (New Sensations)
- 2009 : Monique Alexander et Mr. Marcus – Cry Wolf
- 2008 :
  - Film : Penny Flame et Tom Byron – Layout
  - Vidéo : Jenna Haze et Manuel Ferrara – Evil Anal 2
- 2007 :
  - Film : Janine Lindemulder et Manuel Ferrara – Emperor (Vivid Entertainment Group)
  - Vidéo : Tiffany Mynx et Manuel Ferrara – Slave Dolls 2 (Elegant Angel)
- 2006 :
  - Film : Penny Flame et Herschel Savage – Dark Side (Red Light District)
  - Vidéo : Brittney Skye et Tommy Gunn – Porn Star (Ninn Worx/Pure Play)
- 2005 :
  - Film : Jenna Jameson et Justin Sterling – The Masseuse (Vivid Entertainment Group)
  - Vidéo : Venus et Manuel Ferrara – Stuntgirl (Clockwork Productions/Hustler Video)
- 2004 :
  - Film : Ashley Long et Kurt Lockwood – Compulsion (Elegant Angel)
  - Vidéo : Belladonna et Nacho Vidal – Back 2 Evil (Nacho Vidal/Evil Angel)
- 2003 :
  - Film : Nikita Denise et Joel Lawrence – Les Vampyres 2 (Cal Vista/Metro Studio)
  - Vidéo : Alexa Rae et Lexington Steele – Lex the Impaler 2 (Jules Jordan/Evil Angel)
- 2002 :
  - Film : Taylor Hayes et Joey Ray – Fade To Black (Vivid Entertainment Group)
  - Vidéo : Kelly Stafford et Rocco Siffredi – Rocco's Way To Love (Rocco Siffredi/Evil Angel)
- 2001 :
  - Film : Sydnee Steele et Bobby Vitale – Facade (Vivid Entertainment Group)
  - Vidéo : Inari Vachs et Lexington Steele – West Side (Video Team)
- 2000 :
  - Film : Asia Carrera et James Bonn – Search for the Snow Leopard (Ultimate Pictures/Adam & Eve)
  - Vidéo : Zoë et Van Damage – Hardcore Championship Fucking (Cream Entertainment)
- 1999 :
  - Film : Stephanie Swift et Mickey G. – Shipwreck (Vivid Film)
  - Vidéo : Jill Kelly et Eric Price – Dream Catcher (VCA Platinum Plus)
- 1998 :
  - Film : Misty Rain et Marc Wallice – Red Vibe Diaries (Cal Vista Films/Metro)
  - Vidéo : Ursula Moore et Rocco Siffredi – Buda (Evil Angel Productions)
- 1997 :
  - Film : Jenna Jameson et Rocco Siffredi – Jenna Loves Rocco (Wave Film)
  - Vidéo : Jenna Jameson et Vince Vouyer – Conquest (Wicked Pictures)
- 1996 :
  - Film : Jenna Jameson et T.T.Boy – Blue Movie (Wicked Pictures)
  - Video : Debbie Dee et Rocco Siffredi – Buttman's Big Tit Adventure 3 (Evil Angel Productions)
- 1995 :
  - Film : Christina Angel et Steven St. Croix – Dog Walker (John Leslie Productions)
  - Vidéo : Ashlyn Gere et Mike Horner – Body & Soul (Pinnacle/OGV)
- 1994 :
  - Film : Roxanne Blaze et Mike Horner – Justine (Cal Vista Film)
  - Vidéo : Sierra et T.T.Boy – Bikini Beach (Coast To Coast Video)
- 1993 :
  - Film : The Blindfold Butt Orgy dans Face Dance, Part I (Evil Angel Productions)
  - Vidéo : Alex Jordan et Joey Silvera – The Party (Pepper Productions)
- 1992 :
  - Film : Taylor Wane et son partenaire – X Factor - The Next Generation (Hollywood Video)
  - Vidéo : Silver et Rocco Siffredi – Buttman's European Vacation (Evil Angel)
- 1991 :
  - Film : Scène sur la plage – House of Dreams (Caballero Home Video)
  - Vidéo : Victoria Paris et Randy West – Beauty and the Beast 2 (VCA Platinum)
- 1990 :
  - Film : Sharon Kane et Eric Edwards – Firestorm 3 (Command Video)
  - Vidéo : Debi Diamond et Tom Byron – The Chameleon (VCA Pictures)
- 1989 :
  - Film : Nina Hartley et Herschel Savage – Amanda by Night II (Caballero Home Video)
  - Vidéo : Nina Hartley et Richard Pacheco – Sensual Escape (Femme Productions)
- 1988 :
  - Film : Krista Lane et autres – Deep Throat II (Arrow Film & Video)
  - Vidéo : Tracey Adams et Joey Silvera – Made In Germany (Fantasy Home Video)
- 1987 :
  - Film : Robin Cannes et John Leslie – Wild Things (Cal Vista Video)
  - Vidéo : Krista Lane et Joey Silvera – Blame It On Ginger (Vivid Entertainment Group)
- 1986 :
  - Film : Orgie avec des aliments dans Ten Little Maidens (Excalibur Films)
  - Vidéo : Ginger Lynn et Eric Edwards – Slumber Party (Hollywood Video)
- 1985 :
  - Film : Ginger Lynn et Tom Byron – Kinky Business (Dreamland Entertainment)
- 1984 :
  - Film : Tiffany Clark et Michael Bruce – Hot Dreams (Caballero Home Video)

#### Meilleure scène de sexe de groupe (Best Group Sex Scene)
- 2019 : Tori Black, Jessa Rhodes, Mia Malkova, Abella Danger, Kira Noir, Vicki Chase, Angela White, Ana Foxxx, Bambino, Mick Blue, Ricky Johnson, Ryan Driller & Alex Jones – After Dark (Vixen/Jules Jordan)
- 2018 : Angela White, John Strong, Markus Dupree, Mick Blue, Toni Ribas et Xander Corvus – Angela 3 (AGW/Girlfriends)
- 2017 : Casey Calvert, Goldie Rush, Jojo Kiss, Katrina Jade, Keisha Grey, Lexington Steele, Prince Yashua et Rico Strong – Orgy Masters 8 (Jules Jordan Video)
- 2016 : Keisha Grey, Erik Everhard, James Deen, John Strong, Jon Jon et Mick Blue – Gangbang Me 2 (Hard X/O.L. Entertainment)
- 2015 : A.J. Applegate, John Strong, Erik Everhard, Mr. Pete, Mick Blue, Ramon Nomar, James Deen et Jon Jon – Gangbang Me (Hard X/O.L. Entertainment)
- 2014 : Bonnie Rotten, Karlo Karrera, Tony DeSergio, Mick Blue et Jordan Ash – The Gang Bang of Bonnie Rotten (Digital Sin)
- 2013 : Asa Akira, Erik Everhard, Ramon Nomar et Mick Blue – Asa Akira Is Insatiable 3 (Elegant Angel Productions)
- 2012 : Asa Akira, Erik Everhard, Toni Ribas, Danny Mountain (es), Jon Jon, Broc Adams, Ramon Nomar et John Strong – Asa Akira Is Insatiable 2 (Elegant Angel Productions)
- 2011 : Alexis Texas, Kristina Rose, Gracie Glam et Michael Stefano – Buttwoman vs. Slutwoman (Elegant Angel Productions)
- 2010 : Jayden Jaymes, Kaylani Lei, Alektra Blue, Tory Lane, Kayla Carrera, Randy Spears, Jessica Drake, Kirsten Price, Mikayla Mendez, Brad Armstrong, Rocco Reed, Marcus London, Mick Blue et T.J. Cummings – 2040 (Wicked Pictures)
- 2009 : Hillary Scott, Heidi Mayne, Mark Davis, Alec Knight, Cheyne Collins et Alex Sanders – Icon

#### Meilleure scène de sexe de groupe - Film (Best Group Sex Scene – Film)
(Depuis 2009, il n'est plus fait de distinction entre films et vidéos)
- 2008 : Stefani Morgan, Savanna Samson, Monique Alexander, Evan Stone, Christian et Jay Huntington – Debbie Does Dallas… Again
- 2007 : Carmen Hart, Katsuni, Kirsten Price, Mia Smiles, Eric Masterson (en), Chris Cannon, Tommy Gunn et Randy Spears – FUCK (Wicked Pictures)
- 2006 : Alicia Alighatti, Penny Flame, Dillan Lauren, Hillary Scott, Randy Spears et John West – Dark Side (Red Light District)
- 2005 : Katsuni, Savanna Samson et Alec Metro – Dual Identity (Vivid Entertainment Group)
- 2004 : Dru Berrymore, Anne Marie, Taylor St. Clair, Savanna Samson, Dale DaBone, Mickey G. et Steven St. Croix – Looking In (Vivid Entertainment Group)
- 2003 : Friday, Taylor St. Clair, Sharon Wild et Rocco Siffredi – The Fashionistas (Evil Angel)
- 2002 : Taylor Hayes, Taylor St. Clair et Dale DaBone – Fade to Black (Vivid Entertainment Group)
- 2001 : Wendi Knight, Violet Luv et Brandon Iron – Les Vampyres
- 2000 : Wendi Knight, Brandon Iron, Pat Myne et Michael J. Cox – Nothing To Hide 3 & 4 (Cal Vista/Metro)
- 1999 : Taylor Hayes, Mr. Marcus et Billy Glide – The Masseuse 3 (Vivid Film)
- 1998 : Anna Romero, Sasha Vinni, Kevin James et Drew Reese – Zazel (Cal Vista Films/Metro)
- 1997 : Christy Canyon, Tony Tedeschi, Vince Vouyer et Steven St. Croix – The Show (Vivid Film)
- 1996 : Orgie finale dans Borderline (Vivid Film)
- 1995 : Debi Diamond, Diva, Misty Rain et Gerry Pike – Sex (VCA Platinum)
- 1994 : Crystal Wilder, Tyffany Million, Lacy Rose, Francesca Le, Jon Dough et Rocco Siffredi – New Wave Hookers 3 (VCA Platinum)

#### Meilleure scène de sexe de groupe - Vidéo (Best Group Sex Scene – Video)
(Depuis 2009, il n'est plus fait de distinction entre films et vidéos)
- 2008 : Annette Schwarz, Sintia Stonenbsp, Judith Fox, Vanessa Hill et Rocco Siffredi – Fashionistas Safado: Berlin
- 2007 : Belladonna, Melissa Lauren, Jenna Haze, Gianna Michaels, Sandra Romain, Adrianna Nicole, Flower Tucci, Sasha Grey, Nicole Sheridan, Marie Luv, Caroline Pierce (en), Lea Baren, Jewell Marceau, Jean Val Jean, Christian XXX, Voodoo, Chris Charming (en), Erik Everhard, Mr. Pete et Rocco Siffredi – Fashionistas Safado: The Challenge (Evil Angel Productions)
- 2006 : Smokey Flame, Audrey Hollander, Jassie, Kimberly Kane, Otto Bauer, Scott Lyons, Kris Slater et Scott Nails – Squealer (Hustler Video)
- 2005 : Venus, Ariana Jollee, Staci Thorn, Zena, Louisa, Trinity, Jasmine, Nike, Melanie X, etc. – Orgy World 7 (Evasive Angles Entertainment)
- 2004 : Ashley Long, Julie Night, Nacho Vidal et Manuel Ferrara – Back 2 Evil (Nacho Vidal/Evil Angel)
- 2003 : Angel Long, Jay Ashley et Pat Myne – Assficianado (Rosebud Productions)
- 2002 : Ava Vincent, Bridgette Kerkove, Nikita Denise, Herschel Savage et Trevor – Succubus (VCA Pictures)
- 2001 : Alisha Klass, McKayla Matthews et Hakan Serbes – Mission to Uranus (Seymore Butts Home Movies)
- 2000 : Orgie finale dans Tristan Taormino’s Ultimate Guide to Anal Sex for Women (Evil Angel)
- 1999 : Sean Michaels, Alisha Klass, Samantha Stylle, Halli Aston et Wendi Knight – Tushy Heaven (Seymore, Inc.)
- 1998 : Peter North, Alyssa Love (ru), Holli Woods, Katie Gold, Shay Sweet – Gluteus to the Maximus (Seymore Inc.)
- 1997 : Missy, Taren Steele, Alex Sanders et Hakan – American Tushy! (Seymore Butts/Ultimate Video) et Ruby, Christi Lake, Rocco Siffredi et John Stagliano – Buttman's Bend Over Babes IV (Evil Angel Productions) (ex aequo)
- 1996 : Stephanie Sartori, Erika Bella, Mark Davis et Sean Michaels – World Sex tour, Vol. 1 (Anabolic Video)
- 1995 : Leena, Lacy Rose, Tony Martino, Gerry Pike et Alex Sanders – Pussyman 5 (Snatch Productions)
- 1994 : Roxanne Blaze, Crystal Wilder et Steven St. Croix – A Blaze of Glory (Moonlight Entertainment)
- 1993 : Ashlyn Gere, Marc Wallice et T.T.Boy – Realities 2 (Zane Entertainment Group)
- 1992 : Rocco Siffredi, Silver et Zara Whites – Buttman's European Vacation (Evil Angel Productions)
- 1991 : Sunny McKay, Alexandria Quinn et Rocco Siffredi – Buttman's Ultimate Workout (Evil Angel Productions)
- 1990 : Debi Diamond, Randy West, Marc Wallice, Blake Palmer (pl) et Jesse Eastern – Gang Bangs II (Evil Angel Productions)
- 1989 : Scène d'orgie – Ghostess with the Mostess (Caballero Home Video)

#### Meilleure scène de triolisme femme/femme/homme (Best Three-Way Sex Scene Girl/Girl/Boy)
- 2019 : Angela White, Kissa Sins et Markus Dupree pour The Corruption of Kissa Sins (Jules Jordan Video)
- 2018 : Megan Rain, Riley Reid et Mick Blue pour Young & Beautiful (Vixen/Jules Jordan)
- 2017 : Alex Grey, Karla Kush et Christian Clay pour Anal Beauty 4 (Tushy/Jules Jordan)
- 2016 : Anikka Albrite, Valentina Nappi et Mick Blue pour Anikka's Anal Sluts (BAM Visions/Evil Angel)
- 2015 : Anikka Albrite, Dani Daniels et Rob Piper pour Dani Daniels Deeper (Blacked/Jules Jordan)
- 2014 : Remy LaCroix, Riley Reid et Manuel Ferrara pour Remy 2 (Elegant Angel Productions)
- 2013 : Asa Akira, Brooklyn Lee et James Deen pour Asa Akira Is Insatiable 3 (Elegant Angel Productions)
- 2012 : Kristina Rose, Jada Stevens et Nacho Vidal pour Ass Worship 13 (Jules Jordan Video)
- 2011 : Kimberly Kane, Krissy Lynn et Mr. Pete pour The Condemned (Vivid Entertainment Group)

#### Meilleure scène de triolisme homme/homme/femme (Best Three-Way Sex Scene Boy/Boy/Girl)
- 2019 : Honey Gold, Chris Strokes et Jules Jordan pour Slut Puppies 12 (Jules Jordan Video)
- 2018 : Kendra Sunderland, Jason Brown et Ricky Johnson pour Kendra's Obsession (Blacked/Jules Jordan)
- 2017 : Kleio Valentien, Charles Dera et Tommy Pistol pour Suicide Squad XXX: An Axel Braun Parody (Wicked Comix)
- 2016 : Carter Cruise, Flash Brown et Jason Brown pour Carter Cruise Obsession (Blacked/Jules Jordan)
- 2015 : Allie Haze, Ramon Nomar et Mick Blue pour Allie (Hard X/O.L. Entertainment)
- 2014 : Anikka Albrite, James Deen et Ramon Nomar pour Anikka (Hard X/O.L. Entertainment)
- 2013 : Lexi Belle, Ramon Nomar et Mick Blue pour Lexi (Elegant Angel Productions)
- 2012 : Asa Akira, Mick Blue et Toni Ribas pour Asa Akira Is Insatiable 2 (Elegant Angel Productions)
- 2011 : Asa Akira, Prince Yashua et Jon Jon pour Asa Akira Is Insatiable (Elegant Angel Productions)

#### Meilleure scène de triolisme (Best Three-Way Sex Scene)
(Attribuée de 2004 à 2010 ; depuis 2011, une distinction est faite entre scènes F/F/H et F/H/H)
- 2010 : Tori Black, Rebeca Linares et Mark Ashley – Tori Black Is Pretty Filthy (Elegant Angel Productions)
- 2009 : Jenny Hendrix, Delilah Strong et Michael Stefano – The Jenny Hendrix Anal Experience
- 2008 : Katsuni, Melissa Lauren et Rocco Siffredi – Fashionistas Safado: Berlin
- 2007 : Sandra Romain, Sasha Grey et Manuel Ferrara – Fuck Slaves (Jake Malone/Evil Angel)
- 2006 : Tyla Wynn, Michael Stefano et John Strong (en) – Tease Me Then Please Me 2 (Red Light District)
- 2005 : Dani Woodward (es), Barrett Blade et Kurt Lockwood – Erotic Stories: Lovers & Cheaters (New Sensations)
- 2004 : Jessica Darlin (es), Jules Jordan et Brian Pumper – Weapons of Ass Destruction 2 (Jules Jordan/Evil Angel)

#### Meilleure scène de sexe dans une production étrangère (Best Sex Scene in a Foreign-Shot Production)
- 2020 : Jia Lissa, Ella Hugues, Jason Luv - Double Dare (Blacked Raw V15)
- 2019 : Alexa Tomas, Megan Rain, Apolonia Lapiedra et Emilio Ardana – Undercover (Marc Dorcel/Wicked)
- 2018 : Claire Castel, Kristof Cale, Math et Ricky Mancini – Claire Desires of Submission (Marc Dorcel/Wicked)
- 2017 : Misha Cross et Nikita Bellucci – Hard in Love (John Stagliano/Evil Angel)
- 2016 : Victoria Summers et Danny D. – The Doctor (Brazzers/Pulse)
- 2015 : Samantha Bentley, Henessy et Rocco Siffredi – Rocco's Perfect Slaves 2 (Rocco Siffredi/Evil Angel)
- 2014 : Aleska Diamond, Anna Polina, Angel Piaff, Rita, Tarra White et Mike Angelo – The Ingenuous (Marc Dorcel/Wicked)
- 2013 : Bibi Noel, Mira et Rocco Siffredi – Aliz Loves Rocco (Rocco Siffredi/Evil Angel)
- 2012 : Brooklyn Lee et Ian Scott – Mission Asspossible (Magik View/Private/Pure Play)
- 2011 : Tori Black, Steve Holmes et Jazz Duro – Tori Black: Nymphomaniac (Harmony Films)
- 2010 : Aletta Ocean, Geroge Uhl et Oliver Sanchez – Dollz House (Harmony Films)
- 2009 : Bonny Bon, Anthony Hardwood (pt), Mugar, Nick Lang, Frank Gun et Lauro Giotto – Ass Traffic 3
- 2008 : Gianna Michaels, Vanessa Hill, Sarah James, Marsha Lord, Poppy Morgan, Kelly Stafford, Jazz Duro, Omar Galanti, Kid Jamaica et Joachim Kessef – Furious Fuckers Final Race
- 2007 : Isabel Ice, Sandra Romain, Dora Venter, Cathy, Karina, Nicol, Puma Black, Erik Everhard, Steve Holmes et Robert Rosenberg – Outnumbered 4 (Erik Everhard/Evil Angel)
- 2006 : Sandra Romain, JYL, Kid Jamaica et Nick Lang – Euro Domination (Clark Euro/Evil Angel)
- 2005 : Rocco Siffredi – Rocco Ravishes Russia (Rocco Siffredi/Evil Angel)
- 2004 : Katsuni et Steve Holmes – Katsumi's Affair (Vidéo Marc Dorcel/Wicked)
- 2003 : Veronica B., Cindy, Henrietta, Karib, Katalin, Monik, Nikita, Niky, Sheila Scott, Petra Short, Stella Virgin et Rocco Siffredi – The Ass Collector (Rocco Siffredi/Evil Angel)
- 2002 : Amanda Angel, Katherine Count et des hommes masqués – Rocco: Animal Trainer 4 (Rocco Siffredi/Evil Angel)
- 2000 : Rocco Siffredi, Kelly, Alba Dea Monte et Nacho Vidal – When Rocco Meats Kelly 2: In Barcelona (Rocco Siffredi/Evil Angel)

#### Scène de sexe la plus scandaleuse (Most Outrageous Sex Scene)
- 2019 : Charlotte Sartre, Margot Downonme et Tommy Pistol, “My First Boy/Girl/Puppet," – The Puppet Inside Me (WoodRocket/Pornhub Premium)
- 2018 : Leya Falcon et Ophelia Rain, "Well There's ONE Place You Can Put an AVN Award" – Viking Girls Gone Horny (Desire/Girlfriends)
- 2017 : Adriana Chechik, Holly Hendrix et Markus Dupree, "Creamy Bottom Fun Ball Happy Time" – Holly Hendrix's Anal Experience (Jonni Darkko/Evil Angel)
- 2016 : Lea Lexis et Tommy Pistol, "Nightmare for the Dairy Council" – Analmals (Belladonna/Evil Angel)
- 2015 : Adriana Chechik, Erik Everhard, James Deen et Mick Blue, "Two's Company, Three's a Crowd" – Gangbang Me (Hard X/O.L. Entertainment)
- 2014 : Chanel Preston et Ryan Madison, "Give Me Strengh" – Get My Belt (Kelly Madison/Juicy)
- 2013 : Brooklyn Lee et Rocco Siffredi, "Clothespin-Head" – Voracious: The First Season (John Stagliano/Evil Angel)
- 2012 : Brooklyn Lee et Juelz Ventura, "Suck My Sack With a Straw" – American Cocksucking Sluts (Mike Adriano/Evil Angel)
- 2011 : Adrianna Nicole, Amy Brooke et Allie Haze, "Enema Boot Camp" – Belladonna: Fetish Fanatic (Belladonna/Evil Angel)
- 2010 : Bobbi Starr, "Go Fuck Yourself" – Belladonna: No Warning 4 (Belladonna/Evil Angel)
- 2009 : Caroline Pierce (en), Christian, Rucca Page, Nikki Rhodes, Emma Cummings, Annie Cruz, Kaci Starr, Rebecca Lane, Kiwi Ling et d’autres femmes zombies, "When There’s No More Room at the Kandy Kat, the Dead Souls Will Blow You at Home" – Night of the Giving Head (Rodnievision)
- 2008 : Cindy Crawford, Rick Masters et Audrey Hollander, "There are Some Things Even an Asshole Shouldn’t Attempt" – Ass Blasting Felching Anal Whores
- 2007 : Ashley Blue, Amber Wild et Steve French, "Meat Is Murder" – Girlvert 11 (JM Productions)
- 2006 : Joanna Angel, "Blood, Disembowelment, and Fucking… What Fun" – Re-Penetrator (Burning Angel/Pulse Distribution)
- 2005 : Chloe, Ava Vincent et Randy Spears, "Randy’s Singing Penis" – Misty Beethoven: The Musical (VCA Pictures)
- 2004 : Julie Night, Maggie Star et Mr. Pete, "Love in an Abbatoir" – Perverted Stories The Movie (JM Productions)
- 2003 : Autumn Haze, "Autumn Haze's Big Dick" – Autumn Haze vs. Son of Dong (Notorious Productions/Multimedia)
- 2002 : Kristen Kane, Rafe et Herschel Savage – Perverted Stories 31 (JM Productions)
- 2001 : Bridgette Kerkove et Tyce Bune – In the Days of whore (Extreme Associates)
- 2000 : Mila, Herschel Savage et Dave Hardman, "The Devil Made Her Do It" – Perverted Stories 22 (JM Productions)
- 1999 : Mila, "Ass Painting" – Ass Artist (Seduction Productions)
- 1998 : Mila et Kiss, "The Anal Food Express" – My Girlfriend's Girlfriend (Al Borda Video)
- 1997 : Shayla LaVeaux, T.T.Boy et Vince Vouyer, "The Gargoyle Scene" – Shock (VCA Platinum Plus)
- 1996 : "Sex under the Eiffel Tower" – Private Video Magazine 20 (Private/OGV)
- 1995 : Debi Diamond, Bionca et Tammi Ann, ""Motor Oil" Anal" – Depraved Fantasies (Fantastic Pictures)

#### Meilleure scène de sexe «transsexuels» (Best Transsexual Sex Scene)
- 2019 : Aubrey Kate, Lance Hart, Eli Hunter, Will Havoc, Ruckus, Colby Jansen & D. Arclyte – Aubrey Kate: TS Superstar (Evil Angel Films)
- 2018 : Aubrey Kate et Adriana Chechik – Adriana Chechik Is the Squirt Queen (Toni Ribas/Evil Angel)
- 2017 : Buck Angel et Valentina Nappi – Girl/Boy 2 (DV Productions/Evil Angel)
- 2016 : Vixxen Goddess et Adriana Chechik – TS Playground 21 (Jay Sin/Evil Angel)
- 2015 : Venus Lux et Dana Vespoli – TS, I Love You (DV Productions/Evil Angel)
- 2014 : Zoey Monroe et Jacqueline Woods – Rogue Adventures 38 (Joey Silvera/Evil Angel)
- 2013 : Foxxy et Christian XXX – American Tranny 2 (Reality Junkies/Mile High)

### Récompenses techniques

#### Meilleur scénario - Parodie (Best Screenplay - Parody)
- 2017 : Suicide Squad XXX: An Axel Braun Parody (Wicked Comix) – Axel Braun
- 2016 : Batman v Superman XXX: An Axel Braun Parody (Wicked Comix) – Axel Braun et Mark Logan
- 2015 : 24 XXX: An Axel Braun Parody (Wicked Pictures) – Axel Braun et Eli Cross
- 2014 : Clerks XXX: A Porn Parod (Vivid Entertainment Group) – David Stanley
- 2013 : Star Wars XXX: A Porn Parody (Axel Braun/Vivid) – Axel Braun et Mark Logan
- 2012 : The Rocki Whore Picture Show: A Hardcore Parody (Wicked Pictures) – Brad Armstrong et Hank Shenanigan

#### Meilleur scénario (Best Screenplay)
Jusqu'en 2008, une distinction est faite entre support fim et support vidéo et deux prix sont attribués, sous les intitulés Best Screenplay - Film et Best Screenplay - Video.
- 2019 : The Possession of Mrs. Hyde (Wicked Pictures) - Lasse Braun, Axel Braun et Rikki Braun
- 2018 : Bad Babes Inc. (Adam & Eve Pictures) – Will Ryder
- 2017 : The Submission of Emma Marx: Exposed (New Sensations Erotic Stories) – Jacky St. James
- 2016 : The Submission of Emma Marx: Boundaries (New Sensations Erotic Stories) – Jacky St. James
- 2015 : Aftermath (Wicked Pictures) – Brad Armstrong
- 2014 : Underworld (Wicked Pictures) – Brad Armstrong
- 2013 : Wasteland (Elegant Angel Productions) – Graham Travis
- 2012 : Dear Abby (New Sensations Romance) – Jacky St. James
- 2011 :
  - Meilleur scénario original : The Condemned (Vivid Entertainment Group) – David Stanley
  - Meilleure adaptation : Batman XXX: A Porn Parody (Axel Braun/Vivid) – Axel Braun
- 2010 : Throat: A Cautionary Tale (Vivid Entertainment Group) – Raven Touchstone
- 2009 : Pirates II: Stagnetti’s Revenge – Joone et Max Massimo
- 2008 :
  - Film : Layout (Vivid Entertainment Group) – Phil Noir
  - Vidéo : Upload (SexZ Pictures) – Alvin Edwards et Eli Cross
- 2007 :
  - Film : Manhunters (Wicked Pictures) – Brad Armstrong
  - Vidéo : Corruption (SexZ Pictures) – Alvin Edwards et Eli Cross
- 2006 :
  - Film : The New Devil in Miss Jones (Vivid Entertainment Group) – Dean Nash et Raven Touchstone
  - Vidéo : Camp Cuddly Pines Powertool Massacre (Wicked Pictures) – Stormy Daniels, Jonathan Morgan et August Warwick
- 2005 :
  - Film : The Collector (Wicked Pictures) – Brad Armstrong
  - Vidéo : Pretty Girl (Vivid Entertainment Group) – David Stanley
- 2004 :
  - Film : Compulsion (Elegant Angel Productions) – Axel Braun
  - Vidéo : Beautiful (Wicked Pictures) – Michael Raven et George Kaplan
- 2003 :
  - Film : Falling From Grace (Wicked Pictures) – Daniel Metcalf, Brad Armstrong et Jonathan Morgan
  - Vidéo : Breathless (Wicked Pictures) – Michael Raven et Devan Sapphire
- 2002 :
  - Film : Fade to Black (Vivid Entertainment Group) – Dean Nash
  - Vidéo : Euphoria (Wicked Pictures) – David Aaron Clark et Brad Armstrong
- 2001 :
  - Film : Watchers (Sin City Films) – Michael Raven et George Kaplan
  - Vidéo : Raw (VCA Platinum Plus) – Antonio Passolini
- 2000 :
  - Film : Seven Deadly Sins (Vivid Entertainment Group) – Ren Savant et Eugenie Brown
  - Vidéo : Double Feature! (Wicked Pictures) – Martin Brimmer et Jonathan Morgan
- 1999 :
  - Film : Looker (Pleasure Limited Edition) – Martin Brimmer et Nic Cramer
  - Vidéo : Barefoot Confidential (Toe to Toe Video) – Mark Archer
- 1998 :
  - Film : Bad Wives (Vivid Entertainment Group) – Dean Nash
  - Vidéo : Crazed (Wicked Pictures) – Jonathan Morgan
- 1997 :
  - Film : Bobby Sox (Vivid Entertainment Group) – Raven Touchstone
  - Vidéo : Silver Screen Confidential (Wicked Picture) – Jace Rocker
- 1996 :
  - Film : Cinesex 1 & 2 (Cal Vista Films) – Raven Touchstone
  - Vidéo : Risqué Burlesque (Intropics Video) – Jace Rocker
- 1995 :
  - Film : Dog Walker (John Leslie Productions) – John Leslie
  - Vidéo : The Face (Plum Productions) – Mitchell Spinelli
- 1994 :
  - Film : Justine (Cal Vista Films) – Paul Thomas
  - Vidéo : Haunted Nights (Wicked Pictures) – Jace Rocker et Jonathan Morgan
- 1993 :
  - Film : The Secret Garden 1 & 2 (X-Citement Productions) – Michael Torino
  - Vidéo : The Party (Pepper Productions) – Jack Stephan et Michael Ellis
- 1992 :
  - Film : On Trial (Vivid Video) – Carl Esser
  - Vidéo : Cheeks IV: A Backstreet Affair (Coast to Coast Video) – Jace Rocker et Britt Morgan
- 1991 :
  - Film : The Masseuse (Vivid Video) – Mark Haggard
  - Vidéo : The Last X-Rated Movie (Command Video) – Anne Randall
- 1990 :
  - Film : The Nicole Stanton Story (Caballero Home Video) – Rick Marx
  - Vidéo : Cheeks II: The Bitter End (Coast to Coast Video) – Jace Rocker et Britt Morgan
- 1989 :
  - Film : Amanda by Night II (Caballero Home Video) – Harold Lime
  - Vidéo : The Catwoman (VCA Pictures) – Mark Weiss et John Leslie
- 1988 :
  - Film : Deep Throat II (Arrow Films & Video) – Rinse Dream
  - Vidéo : Hands Off (Plum Productions) – Michael Ellis
- 1987 :
  - Film : S.A.S. (Sexually Altered States) (VCA Pictures) – Pamela Penn
  - Vidéo : Debbie Duz Dishes (AVC) – John Ferguson
- 1986 :
  - Film : Raw Talent (VCA Pictures) – Joyce Snyder
  - Vidéo : Dangerous Stuff (Command Video) – Anne Randall
- 1985 : Dixie Ray, Hollywood Star (Caballero Home Video) – Dean Rogers
- 1984 : Puss ’n Boots (Video-X-Pix) – Chuck Vincent et Rick Marx

#### Meilleure direction artistique (Best Art Direction)
Jusqu'en 2008, une distinction est faite entre films et vidéos et deux prix sont attribués, sous les intitulés Best Art Direction - Film et Best Art Direction - Video.
- 2019 : Deadpool XXX: An Axel Braun Parody (Wicked Comix)
- 2018 : Justice League XXX: An Axel Braun Parody (Axel Braun/Wicked)
- 2017 : Suicide Squad XXX: An Axel Braun Parody (Wicked Comix)
- 2016 : Batman v Superman XXX: An Axel Braun Parody (Wicked Comix)
- 2015 : Apocalypse X (Digital Playground)
- 2014 : Underworld (Wicked Pictures)
- 2013 : Star Wars XXX: A Porn Parody (Axel Braun/Vivid)
- 2012 : The Rocki Whore Picture Show: A Hardcore Parody (Wicked Pictures)
- 2011 : BatfXXX: Dark Night (Bluebird Films)
- 2010 : 2040 (Wicked Pictures)
- 2009 : Pirates II: Stagnetti’s Revenge
- 2008 :
  - Film : The Craving (Wicked Pictures)
  - Vidéo : Fashionistas Safado: Berlin (Evil Angel)
- 2007 :
  - Film : FUCK (Wicked Pictures) – Rod Hopkins
  - Vidéo : Sacred Sin (Ninn Worx) – John Sykes
- 2006 :
  - Film : The New Devil in Miss Jones (Vivid Entertainment Group)
  - Vidéo : Catherine (Ninn Worx/Pure Play)
- 2005 :
  - Film : The Collector (Wicked Pictures)
  - Vidéo : In The Garden of Shadows (Ninn Worx/Pure Play)
- 2004 :
  - Film : Hard Edge (Studio A Entertainment) – Andrew Blake
  - Vidéo : Fetish: The Dream Scape (Ninn Worx/Pure Play)
- 2003 :
  - Film : America XXX (Hustler Video) – Kris Kramski
  - Vidéo : Hearts & Minds (New Sensations) – David Lockard
- 2002 :
  - Film : Blondes & Brunettes (Studio A Entertainment) – Andrew Blake
  - Vidéo : Wonderland (New Sensations) – Britt Morgan
- 2001 :
  - Film : Jekyll and Hyde (Vivid Entertainment Group)
  - Vidéo : Indigo Night's: Shayla's Web (VCA Platinum Plus)
- 2000 :
  - Film : Seven Deadly Sins (Vivid Entertainment Group)
  - Vidéo : Double Feature! (Wicked Pictures)
- 1999 :
  - Film : Tatiana (Private USA)
  - Vidéo : Pornogothic (Wicked Pictures)
- 1998 :
  - Film : Zazel (Cal Vista Films/Metro)
  - Vidéo : New Wave Hookers 5: The Next Generation (VCA Platinum Plus)
- 1997 :
  - Film : Unleashed (Studio A Entertainment)
  - Vidéo : Shock (VCA Platinum Plus)
- 1996 :
  - Film : Cinesex 1 & 2 (Cal Vista Films)
  - Vidéo : Latex (VCA Platinum Plus)
- 1995 :
  - Film : Sex (VCA Platinum)
  - Vidéo : Shame (Vivid Visuals)
- 1994 :
  - Film : Hidden Obsessions (Ultimate Pictures) et Immortal Desire (Vivid Film)
  - Vidéo : Haunted Nights (Wicked Pictures)
- 1993 : Bonnie and Clyde (Vivid Film)
- 1992 : Hunchback of Notre Dame (Video Team)
- 1991 : House of Dreams (Caballero Home Video)
- 1990 : Vodoo Lust (Pure Class Productions)
- 1989 : Maxine (Excalibur Films)
- 1988 : Carefull, He May Be Watching (Caballero Home Video)
- 1987 : Lust on the Orient Xpress (Caballero Home Video)
- 1986 : Trashy Lady (Masterpiece Video)
- 1985 : Dixie Ray, Hollywood Star (Caballero Home Video)
- 1984 : Café Flesh (VCA Pictures)

#### Meilleure photographie/vidéographie (Best Cinematography/Videography)
- 2011 : BatfXXX: Dark Night (Bluebird Films) – Fliktor & Butch
- 2010 : The 8th Day (Adam & Eve Pictures) – Monmarquis, David Lord et Ren Savant

#### Meilleure photographie (Best Cinematography)
- 2019 : After Dark (Vixen/Jules Jordan) - Winston Henry
- 2018 : Sacrosanct (Trenchcoatx/Jules Jordan) – Alex Ladd et Winston Henry
- 2017 : The Submission of Emma Marx: Exposed (New Sensations Erotic Stories) – Eddie Powell
- 2016 : Being Riley (Tushy/Jules Jordan) – Greg Lansky
- 2015 : Apocalypse X (Digital Playground) – Billy Visual et Jakomeda
- 2014 : Underworld (Wicked Pictures) – François Clousot
- 2013 : Wasteland (Elegant Angel Productions) – Alex Ladd, Carlos D. et Mason
- 2012 : Spiderman XXX: A Porn Parody (Vivid Entertainment Group) – Axel Braun et Eli Cross
- 2009 : Paid Companions (Studio A Entertainment) – Andrew Blake
- 2008 : Fashion Underground (Teravision/Vivid)
- 2007 : FUCK (Wicked Pictures) – François Clousot
- 2006 : The New Devil in Miss Jones (Vivid Entertainment Group) – Ralph Parfait
- 2005 : Flirts (Studio A Entertainment) – Andrew Blake
- 2004 : Hard Edge (Studio A Entertainment) – Andrew Blake
- 2003 : The Villa (Studio A Entertainment) – Andrew Blake
- 2002 : Blond & Brunettes (Studio A Entertainment) – Andrew Blake
- 2001 : Dream Quest (Wicked Pictures) – Jake Jacobs et Ralph Parfait
- 2000 : Search for the Snow Leopard (Ultimate Pictures/Adam & Eve) – Johnny English
- 1999 : Looker (Pleasure Limited Edition) – Jack Remy
- 1998 : Zazel (Cal Vista Films/Metro Media) – Philip Mond
- 1997 : Unleashed (Studio A Entertainment) – Andrew Blake
- 1996 : Sex 2 (VCA Platinum Plus) – Bill Smith
- 1995 : Dog Walker (John Leslie Productions) – Jack Remy
- 1994 : Hidden Obsession (Ultimate Video) – Andrew Blake
- 1993 : Face Dance, Parts I & II (Evil Angel) – John Stagliano
- 1992 : Wild Goose Chase (Evil Angel) – John Stagliano
- 1991 : House of Dreams (Caballero Home Video) – Andrew Blake
- 1990 : Night Trips (Caballero Home Video) – Andrew Blake
- 1989 : Miami Spice II (Caballero Home Video) – Mr. Ed
- 1988 : Firestorm II (Command Video) – Elroy Brandy
- 1987 : Star Angel (Command Video) – Sandy Beach
- 1986 : Raw Talent (VCA Pictures) – Larry Revene
- 1985 : Dixie Ray, Hollywood Star (Caballero Home Video) – Fred Andes
- 1984 : All American Girls (Caballero Home Video) – Ken Gibb

#### Meilleur montage (Best Editing)
Jusqu'en 2008, une distinction est faite entre fim et vidéo et deux prix sont attribués, sous les intitulés Best Editing - Film et Best Editing - Video.
- 2019 : I Am Angela (Evil Angel Films) - Evil Ricky
- 2018 : Angela 3 (AGW/Girlfriends) – Angela White
- 2017 : The Submission of Emma Marx: Exposed (New Sensations Erotic Stories) – Eddie Powell
- 2016 : The Submission of Emma Marx: Boundaries (New Sensations Erotic Stories) – Gabrielle Anex et Eddie Powell
- 2015 : Apocalypse X (Digital Playground) – Joey Pulgadas
- 2014 : Underworld (Wicked Pictures) – Scott Allen
- 2013 : Wasteland (Elegant Angel Productions) – Graham Travis
- 2012 : The Rocki Whore Picture Show: A Hardcore Parody (Wicked Pictures) – Scott Allen
- 2011 : Malice in Lalaland (Miss Lucifer/Vivid) – Lew Xypher
- 2010 : The 8th Day (Adam & Eve Pictures) – Ren Savant
- 2009 : Pirates II: Stagnetti’s Revenge (Digital Playground) – Joey Pulgades
- 2008 :
  - Film : X (Studio A Entertainment) – Andrew Blake
  - Vidéo : Fashionistas Safado: Berlin (Evil Angel) – John Stagliano
- 2007 :
  - Film : Jenna’s Provocateur (ClubJenna/Vivid Entertainment Group) – Justin Sterling et Johnny 5
  - Vidéo : Corruption (Sex Z Pictures) – Robin Dyer et Mark Logan
- 2006 :
  - Film : The New Devil in Miss Jones (Vivid Entertainment Group) – Sonny Malone
  - Vidéo : Dark Angels 2: Bloodline (New Sensations) – Nic Andrews
- 2005 :
  - Film : The Masseuse (Vivid Entertainment Group) – Sonny Malone
  - Vidéo : Bella Loves Jenna (Club Jenna/Vivid Entertainment Group) – Justin Sterling
- 2004 :
  - Film : Hard Edge (Studio A Entertainment) – Andrew Blake
  - Vidéo : New Wave Hookers 7 (VCA Pictures) – Alexander Craig et Antonio Passolini
- 2003 :
  - Film : The Fashionistas (Evil Angel) – Tricia Devereaux et John Stagliano
  - Vidéo : Perfect (Private Media Group) – Ethan Kane
- 2002 :
  - Film : Fade to Black (Vivid Entertainment Group) – Tommy Ganz
  - Vidéo : Island Fever (Digital Playground)
- 2001 :
  - Film : Watchers (Sin City Films) – Michael Raven et Sammy Slater
  - Vidéo : Dark Angels (New Sensations) – Nic Andrews
- 2000 :
  - Film : Seven Deadly Sins (Vivid Entertainment Group) – Ren Savant
  - Vidéo : Double Feature! (Wicked Pictures) – Jonathan Morgan
- 1999 :
  - Film : Looker (Pleasure Limited Edition) – SCSi Post et Nic Cramer
  - Vidéo : Bodyslammin': Shake & Tumble (Blacksheep Ent./All good) – Alex Sanders
- 1998 :
  - Film : Zazel (Cal Vista Films/Metro) – James Avalon
  - Vidéo : Drop Sex: Wipe the Floor (John Leslie Productions/Evil Angel) – John Leslie
- 1997 :
  - Film : Bobby Sox (Vivid Film) – Barry Rose
  - Vidéo : Shock (VCA Platinum Plus) – Michael Ninn
- 1996 :
  - Film : Blue Movie (Wicked Pictures)
  - Vidéo : Latex (VCA Platinum Plus)
- 1995 :
  - Film : Sex (VCA Platinum)
  - Vidéo : Shame (Vivid Visuals)
- 1994 :
  - Film : Immortal Desire (Vivid Visuals)
  - Vidéo : The Creasemaster's Wife (VCA Platinum)
- 1993 :
  - Film : Chameleons (VCA Platinum)
  - Vidéo : The Party (Pepper Productions)
- 1992 :
  - Film : On Trial (Vivid Video)
  - Vidéo : Curse of the Catwoman (VCA Platinum)
- 1991 :
  - Film : House of Dreams (Caballero Home Video)
  - Vidéo : Beauty & the Beast 2 (VCA Platinum))
- 1990 :
  - Film : The Nicole Stanton Story (Caballero Home Video)
  - Vidéo : Night Trips (Caballero Home Video)
- 1989 :
  - Film : Pretty Peaches II (VCA Pictures)
  - Vidéo : Catwoman (VCA Pictures)
- 1988 :
  - Film : Babyface II (VCA Pictures)
  - Vidéo : Edwin Durell's Dreamgirls (VCA Pictures)
- 1987 :
  - Film : The Ribald Tales of Canterbury (Caballero Home Video)
  - Vidéo : Club Exotica (Western Visuals)
- 1986 :
  - Film : Snake Eyes (Command Video)
  - Vidéo : Dangerous Stuff (Command Video)
- 1985 :
  - Film : Good Girl, Bad Girl (Essex Video)
  - Vidéo : Whose Fantasy Is This Anyway? (AVC)
- 1984 : Scoundrels (Command Video)

#### Meilleure musique (Best Soundtrack)
- 2019 : Hamiltoe (WoodRocket/Pornhub Premium)
- 2018 : The Altar of Aphrodite (Kelly Madison/Juicy)
- 2017 : The Submission of Emma Marx: Exposed (New Sensations Erotic Stories)
- 2016 : Wanted (Wicked/Adam & Eve)
- 2015 : Not Jersey Boys XXX: A Porn Musical (X-Play/Pulse)
- 2014 : Grease XXX: A Parody (Adam & Eve Pictures)
- 2013 : Rubber Bordello (Snakeoil/Bon-Vue/Juicy)
- 2012 : Elvis XXX: A Porn Parody (Axel Braun/Vivid)
- 2011 : This Ain't Glee XXX (Hustler Video)
- 2010 : Live In My Secrets (Vivid Alt) – Rockford Kabine, Combichrist, In Demons
- 2009 : Bad Luck Betties (Vivid Alt)
- 2008 : Afrodite Superstar (Femme Chocolat/Adam & Eve Pictures)
- 2007 : Sacred Sin (Ninn Worx) – Eddie Van Halen et Loren Alexander
- 2006 : Pirates (Adam & Eve/Digital Playground) – Skin Muzik
- 2005 : Groupie Love (Digital Sin) – Lloyd Banks, Bank Shot Productions
- 2004 : Opera (Elegant Angel Productions) – Doug Scott et Allen Rene
- 2003 : America XXX (Hustler Video)
- 2002 : Doggystyle 1 (Hustler Video)
- 2001 : Dark Angels (New Sensations) – Derik Andrews et Inversion 89
- 2000 : non décerné
- 1999 : Strange Life: The Breech (VCX)
- 1998 : Skin 11: Unbound (Eurotique Entertainment) – Toshi Gold
- 1997 : Shock (VCA Platinum Plus) – Dino et Earl Ninn
- 1996 : Latex (VCA Platinum Plus)
- 1995 : Sex (VCA Platinum)
- 1994 : Les Femmes Erotiques (Ultimate Video)
- 1993 : Chameleons (VCA Platinum)
- 1992 : Wild Goose Chase (Evil Angel Productions)
- 1991 : Shadow Dancers I & II (Evil Angel Productions)
- 1990 : My Bare Lady (Moonlight Entertainment)
- 1989 : Taboo VI (Standard Video)

#### Meilleur maquillage (Best Makeup)
- 2019 : Deadpool XXX: An Axel Braun Parody (Wicked Comix) – Dusty Lynn et Cammy Ellis
- 2018 : Justice League XXX: An Axel Braun Parody (Axel Braun/Wicked) – Cammy Ellis, Dusty et May Kup
- 2017 : Suicide Squad XXX: An Axel Braun Parody (Wicked Comix) – Cammy Ellis et May Kup
- 2016 : Batman v Superman XXX: An Axel Braun Parody (Wicked Comix) – Cammy Ellis et May Kup
- 2015 : Anal Candy Disco Chicks (Mental Beauty/Girlfriends) – Cammy Ellis
- 2014 : Evil Head (Burning Angel/Vouyer) – Melissa Makup
- 2013 : Men in Black: A Hardcore Parody (Wicked Pictures) – Chauncey Baker et Shelby Stevens
- 2012 : The Rocki Whore Picture Show: A Hardcore Parody (Wicked Pictures) – Shelby Stevens et Melissa Makeup
- 2011 : BatfXXX : Dark Night (Bluebird Films) – Red Velvet, Rosa, Lisa Sloane et Melissa Makeup
- 2010 : The 8th Day (Adam & Eve Pictures)
- 2009 : Pirates II: Stagnetti's Revenge (Digital Playground)

#### Meilleurs bonus de DVD (Best DVD Extras)
- 2014 : The New Behind the Green Door (Vivid Entertainment Group)
- 2013 : Voracious: The First Season (John Stagliano/Evil Angel)
- 2012 : The Rocki Whore Picture Show: A Hardcore Parody (Wicked Pictures)
- 2011 : Speed (Wicked Pictures)
- 2010 : The 8th Day (Adam & Eve Pictures)
- 2009 : Pirates II: Stagnetti’s Revenge (Digital Playground)
- 2008 : Upload (SexZ Pictures)
- 2007 : The Visitors (Wicked Pictures)
- 2006 : Camp Cuddly Pines Powertool Massacre (Wicked Pictures)
- 2005 : Millionaire (Private North America/Pure Play)
- 2004 : Space Nuts (Wicked Pictures)
- 2003 : Euphoria (Wicked Pictures DVD)
- 2002 : Dark Angels: Special Edition (Digital Sin)
- 2001 : -
- 2000 : Electric Sex (Digital Sin)

### Web et technologie

#### Meilleur site de pornstar (Best Porn Star Website)
- 2017 : Tasha Reign (TashaReign.com)
- 2016 : Joanna Angel (JoannaAngel.com)
- 2015 : Joanna Angel (JoannaAngel.com)
- 2014 : Asa Akira (AsaAkira.com) et Joanna Angel (JoannaAngel.com)
- 2013 : Joanna Angel (JoannaAngel.com)
- 2012 : Bobbi Starr (BobbiStarr.com)
- 2011 : Joanna Angel (JoannaAngel.com)

#### Meilleur site personnel (Best Solo Girl Website)
- 2017 : Bryci (Bryci.com)
- 2016 : Vicky Vette (VickyAtHome.com)
- 2015 : Aaliyah Love (AaliyahLove.com)
- 2014 : Vicky Vette (VickyAtHome.com)
- 2013 : Jelena Jensen (JelenaJensen.com)
- 2012 : Ariel Rebel (ArielRebel.com)

#### Best Alternative Web Site
- 2017 : Kink.com
- 2016 : Kink.com
- 2015 : Clips4Sale.com
- 2014 : Kink.com
- 2013 : Kink.com
- 2012 : Clips4Sale.com
- 2011 : Kink.com

#### Meilleur site par abonnement (Best Membership Website)
- 2017 : Tushy.com
- 2016 : Blacked.com
- 2015 : Brazzers.com
- 2014 : EvilAngel.com
- 2013 : Brazzers.com
- 2012 : Brazzers.com
- 2011 : Abbywinters.com

### Récompenses spéciales

#### Reuben Sturman Award
Ce prix, qui porte le nom d'un pionnier de l'industrie pornographique, est décerné à une personne ou un groupe de personnes qui a apporté une contribution importante à la protection du Premier amendement de la Constitution des États-Unis (qui protège notamment la liberté d'expression et la liberté de la presse), de la liberté d'expression ou du droit à la vie privée ou à d'autres sujets clef pour l'industrie pornographique. Il est décerné épisodiquement.
- 2013 : Lasse Braun
- 2012 : non décerné
- 2011 : John Stagliano
- 2007- 2010 : non décerné
- 2006 : Robert et Janet Zicari, Extreme Associates
- 2005 : Harry Mohney, Déjà Vu Showgirls
- 2003 : Mel Kamins, General Video of America, Cleveland
- 2002 : Gloria Leonard, ancien président, AVA et Free Speech Coalition et Elyse Metcalf, Retailer Elyse's Passion
- 2001 : Ed Powers, Ed Powers Productions et Mark Kernes, Senior Editor, AVN
- 2000 : David Sturman, General Video of America West
- 1999 : Larry Flynt, Larry Flynt Publications ; Sharon Mitchell, Adult Industry Medical (AIM) ; Shane, Shane's World ; Eddie Wedelstedt, Goalie Entertainment
- 1998 : Christy Canyon, Dave Friedman et Al Goldstein
- 1997 : Mark Stone et Gary Miller, producteurs de l'AVN Awards Show ; Berth Milton et Robert Tremont (Private USA)
- 1996 : Ed Powers
- 1995 : John Stagliano et Evil Angel Productions
- 1994 : Howie Wasserman, Paul Wisner, Bruce Walker et Ron Wasserman, Gourmet Video ; Sidney Niekerk et Jack Gallagher, Cal Vista Video ; Michael Warner et Ron Zdeb, Great Western Litho ; Marty Feig, Las Vegas Video ; Susan Colvin, Don Browning et Christian Mann, Video Team/CPLC
- 1992 : Paul Thomas et Vivid Video
- 1991 : First Amendment Lawyers Association ; General Video of America ; Phil Harvey et Adam & Eve ; Deep Throat's 20th Anniversary
- 1990 : Caballero Home Video
- 1989 : Hal Freeman, Hollywood Video ; Martin Rothstein, Model Distributors et Steve Toushin, Bijou Video
- 1988 : Paul Vatelli

### Palmarès
1. ↑  Le site officiel des AVN Awards ne fournit plus le palmarès des anciennes éditions. Cependant, une version archivée de ce site permet d'accéder aux gagnants des années 1984 à 2013. Le palmarès est, par ailleurs, disponible sur AIAwards. Pour les années récentes, il est également possible de se reporter aux communiqués d'Adult Video News annonçant les résultats : 2000, 2002 (archivé sur Wayback Machine), 2003, 2004, 2005, 2006, 2007, 2008, 2009, 2010, 2011, 2012, 2013, 2014, 2015, 2016, 2017, 2018.
2. ↑  
Les nominations des années récentes sont disponibles sur Wayback Machine : 2000, 2001, 2002, 2003, 2004, 2005, 2006, 2007, 2008, 2009, 2010, 2011, 2012, 2013, 2014, 2015, 2016, 2017.